# 上水内郡

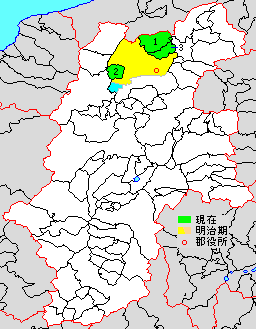
長野県上水内郡の範囲（1.信濃町 2.小川村 3.飯綱町 水色：後に他郡から編入した区域）

上水内郡（かみみのちぐん）は、長野県の郡。
人口18,836人、面積282.41km²、人口密度66.7人/km²。（2025年3月1日、推計人口）
以下の2町1村を含む。
- 信濃町（しなのまち）
- 小川村（おがわむら）
- 飯綱町（いいづなまち）

## 郡域
1879年（明治12年）に行政区画として発足した当時の郡域は、上記2町1村に長野市の一部（信州新町日原西・信州新町信級および屋島の一部を除く概ね犀川および千曲川以北）を加えた区域にあたる。

## 歴史

### 郡発足までの沿革
- 「旧高旧領取調帳」に記載されている、信濃国水内郡のうち後の本郡域の明治初年時点での支配は以下の通り。●は村内に寺社領が、○は寺社除地[注 1]が存在。（5町175村）

| 知行         | 知行                             | 村数     | 村名 |
| ------------ | -------------------------------- | -------- | --- |
| 幕府領       | 幕府領（松代藩預地）             | 4町 38村 | ○妻科村、○腰村、○返目村、○三輪村、押鐘村、●○上松村、○富竹村、○金箱村、○上駒沢村、○下駒沢村、○三才村、○栗田町、○上町、○六地蔵町、○牟礼村、○内町、○茶磨山新田村、○袖ノ山村、○野村上村、○高山村、○板橋村、○稲附村、○石橋村、○中宿村、○新井村、○赤沼村、○赤沼河原新田村、○坂口村、○横手村、○西条村、○伺去真光寺村、○高坂村、○夏川新田村、権堂村、中尾村、北川村、裏新田村、山神代村、上宇木村、下宇木村、○吉田村、○黒川村 |
| 幕府領       | 幕府領（中野代官所）             | 17村     | 柏原村、野尻村、熊坂村、古海村、○小古間村、○小玉村、○戸草村、○宮越村、○落影村、○御料村、○落合村、○芹沢村、○中島村、○原村、○辻屋村、○大古間村、●栗田村 |
| 幕府領       | 幕府領（松代藩預地・中野代官所） | 1村      | ○津野村 |
| 藩領         | 信濃松代藩                       | 89村     | 小柴見村、○小市村、○久保寺村、○市村、○南俣村、○上高田村、下高田村、○北高田村、●○風間村、○南長池村、○西尾張部村、○北尾張部村、○北長池村、○布野村、○里村山村、○中俣村、○小島村、○南堀村、○北堀村、○石渡村、○太田村、○中越村、○桐原村、東和田村、西和田村、○平林村、○北郷村、●○徳間村、○東条村、○山田村、○下稲積村、○山上条村、○水内村、○上条村、○檀田村、○新町村、○山穂苅村、○越道村、○小根山村、●○中条村、●○瀬戸川村、●○竹生村、○長井村、○奈良井村、●○大安寺村、●○岩草村、○地京原村、○伊折村、○念仏寺村、○梅木村、○日影村、○上祖山村、○鬼無里村、○下祖山村、○栃原村、鑪村、○入山村、○広瀬村、○茂菅村、○山田中村、○小鍋村、○倉並村、○宮野尾村、桜村、泉平村、○橋詰村、●○笹平村、○中御所村、里穂苅村、専納村、古間村（現・長野市）、吉窪村、坪根村、久木村、○新安村、○椿峰村、五十平村、瀬脇村、五十里村、青木村、和佐尾村、荒木村、上稲積村、上ヶ屋村、古山村、立屋村 |
| 藩領         | 信濃飯山藩                       | 19村     | 東柏原村、倉井村、芋川村、○赤塩村、○普光寺村、○船岳村、○石村、○南郷村、○田子村、○吉村、柴津村、荒瀬原村、蟹沢村、大倉村、川谷村、浅野村、神代村、平出新田、平出村 |
| 藩領         | 越後椎谷藩                       | 1村      | 問御所村 |
| 幕府領・藩領 | 幕府領（松代藩預地）・松代藩     | 1村      | ○上野村（現・長野市上野） |
| 幕府領・藩領 | 幕府領（中野代官所）・松代藩     | 1村      | ○千田村 |
| その他       | 戸隠神社領                       | 5村      | 上楠川村、上野村（現・長野市戸隠豊岡）、下楠川村、戸隠山門前、日照田村 |
| その他       | 善光寺領                         | 1町 3村  | ○善光寺町、○箱清水村、七瀬村、平柴村 |

- 慶応4年2月17日（1868年3月10日） - 幕府領の一部（中野代官所）が名古屋藩の管轄となる。
- 明治2年2月30日（1869年4月11日） - 幕府領の一部（中野代官所）が伊那県の管轄となる。
- 明治3年
  - このころ幕府領（松代藩預地）が伊那県の管轄となる。
  - 9月17日（1870年10月11日） - 伊那県の管轄区域が中野県の管轄となる。
- 明治4年
  - 2月 - 善光寺町が改称して長野村となる。（4町176村）
  - 6月22日（1871年8月8日） - 中野県が改称して長野県となる。
  - 7月14日（1871年8月29日） - 廃藩置県により藩領が松代県、飯山県、椎谷県の管轄となる。
  - 11月20日（1871年12月31日） - 第1次府県統合により全域が長野県の管轄となる。
- 明治初年 - 風間村が分割して東風間村・西風間村となる。（4町177村）
- 明治5年（4町175村）
  - 1月 - 古山村が瀬戸川村に合併。
  - 2月17日（1872年3月25日） - 戸隠山門前が戸隠村に改称。
  - 8月 - 裏新田村が中宿村に合併。
  - 深沢村が吉窪村に合併。
  - 追通村・志垣村が栃原村に合併。
- 明治6年（1873年）（4町168村）
  - 3月15日 - 専納村が中条村に合併。
  - 4月 - 里穂刈村が新町村に合併。
  - 下稲積村・上稲積村が合併して稲積村となる。
  - 赤沼河原新田村が赤沼村に合併。
- 明治7年（1874年）（5町163村）
  - 11月15日 - 長野村が改称して長野町となる。
  - 茶磨山新田村が野村上村に合併。
- 明治8年（1875年）（5町148村）
  - 1月 - 山神代村・平出新田が平出村に合併。
  - 5月 - 瀬戸川村の一部[注 9]が日影村に合併[1]。
  - 9月4日
    - 高山村・板橋村・稲附村・石橋村が合併して大井村となる。（不明）
    - 小古間村・大古間村が合併して古間村（現・信濃町）となる。
    - 戸草村・宮越村・落影村・中島村・辻屋村が合併して穂波村となる。

  - 11月 - 南俣村・千田村が合併して稲葉村となる。
  - 坂口村・高坂村・袖ノ山村および夏川新田村の一部[注 10]が合併して志賀村となる。
  - 野村上村・北川村および夏川新田村の残部が合併して川上村となる。
  - 中宿村・横手村が合併して柳里村となる。
  - 山田村・稲積村が合併して稲田村となる。
- 明治9年（1876年） - 下記の町村の統合が行われる。特記以外は5月30日。（3町101村）

| - 古野村 ← 返目村、桐原村 - 長沼大町 ← 栗田町、上町 - 長沼穂保町 ← 六地蔵町、内町 - 宇木村 ← 上宇木村、下宇木村 - 鶴賀村 ← 権堂村、問御所村、七瀬村 - 豊野村 ← 中尾村、神代村 - 平岡村 ← 御料村、落合村、原村 - 安茂里村 ← 小柴見村、小市村、久保寺村、平柴村 - 若里村 ← 市村、荒木村 - 高田村 ← 上高田村、下高田村、北高田村 - 柳原村 ← 布野村、中俣村 - 信岡村 ← 上条村、新町村 - 福田村 ← 南堀村、北堀村、石渡村 - 高府村 ← 竹生村、久木村 - 日高村 ← 長井村、五十里村 - 住良木村 ← 奈良井村、青木村 - 七二会村 ← 大安寺村、岩草村、倉並村、橋詰村、笹平村、古間村（現・長野市）、坪根村、五十平村、瀬脇村 | - 御山里村 ← 地京原村、伊折村 - 日下野村 ← 念仏寺村、梅木村 - 祖山村 ← 上祖山村、下祖山村 - 繁木村 ← 山田中村、小鍋村 - 富田村 ← 鑪村、桜村、泉平村、新安村 - 塩生村 ← 宮野尾村、吉窪村 - 稲丘村 ← 椿峰村、和佐尾村 - 富濃村 ← 船岳村、柴津村 - 豊岡村 ← 上野村（現・長野市戸隠豊岡）、下楠川村、日照田村 - 風間村 ← 東風間村、西風間村 - 古町村 ← 新井村、芹沢村（5月） - 押鐘村・太田村・中越村が吉田村に合併。 - 立屋村が小根山村に合併。 - 上楠川村が戸隠村に合併。 - 箱清水村が長野町に合併。 - 西条村の一部が徳間村に合併。 - 西条村の一部が稲田村に合併。（12月） |

### 郡発足以降の沿革
- 明治12年（1879年）
  - 1月4日

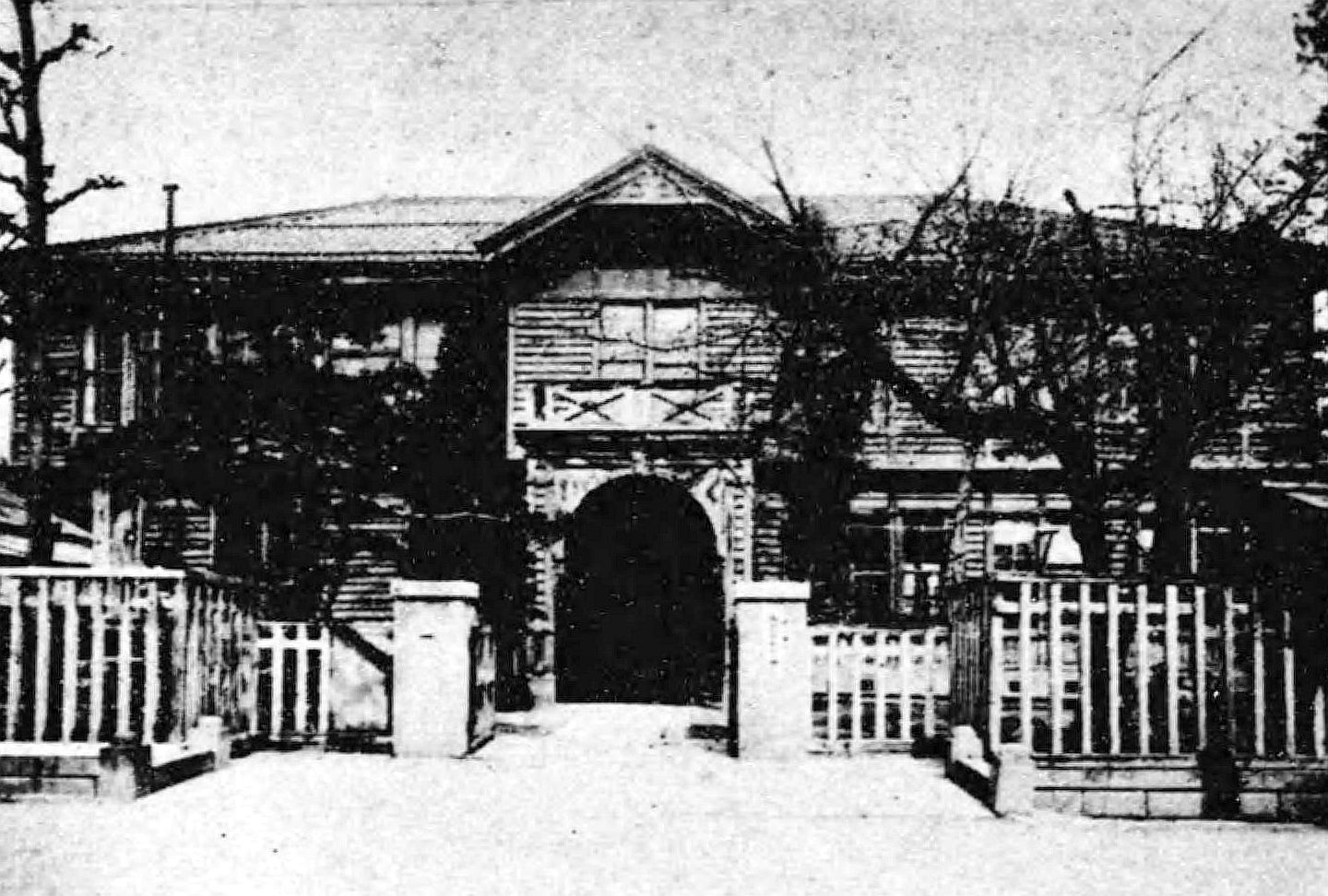
上水内郡役所

    - 郡区町村編制法の長野県での施行により、水内郡のうち3町101村の区域に行政区画としての上水内郡が発足。郡役所を長野町に設置。
    - 更級郡川合新田村・大豆島村の所属郡が本郡に変更。（3町103村）

  - 12月 - 安茂里村の一部が分立して平柴村となる。（3町104村）
- 明治14年（1881年）（5町110村）
  - 3月31日 - 福田村が分割して南堀村・北堀村・石渡村となる。
  - 5月12日 - 信岡村が分割して上条村・新町村となる。
  - 6月24日 - 妻科村が改称して南長野町となる。
  - 10月20日 - 吉田村の一部が分立して太田村・中越村となる。
  - 11月10日 - 腰村が改称して西長野町となる。
  - 志賀村が分割して袖ノ山村・坂口村・高坂村・地蔵久保新田村となる。
  - 里村山村が改称して村山村となる。
- 明治15年（1882年）
  - 2月24日 - 富田村の一部が分立して鑪村・桜村・泉平村となる。（5町113村）
  - 6月20日 - 新町村の一部が分立して里穂刈村となる。（5町114村）
  - 10月20日 - 安茂里村の一部が分立して小柴見村となる。（5町115村）
- 明治16年（1883年）9月17日 - 繁木村が分割して山田中村・小鍋村となる。（5町116村）
- 明治18年（1885年）2月19日 - 鶴賀村が改称して鶴賀町となる。（6町115村）
- 明治19年（1886年）12月14日 - 北長池村の一部、上高井郡綿内村の一部[注 13]、同郡福島村の一部[注 14]が分立して屋島村となる。（6町116村）

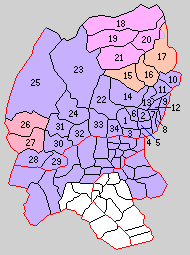
1.長野町 2.吉田町 3.芹田村 4.大豆島村 5.古牧村 6.三輪村 7.朝陽村 8.柳原村 9.長沼村 10.鳥居村 11.神郷村 12.古里村 13.若槻村 14.浅川村 15.高岡村 16.牟礼村 17.三水村 18.信濃尻村 19.柏原村 20.古間村 21.富士里村 22.芋井村 23.戸隠村 24.柵村 25.鬼無里村 26.北小川村 27.南小川村 28.津和村 29.水内村 30.栄村 31.日里村 32.七二会村 33.小田切村 34.安茂里村（紫：長野市 桃：信濃町 赤：小川村 橙：飯綱町）

- 明治22年（1889年）4月1日 - 町村制の施行により、以下の町村が発足。特記以外は現・長野市。（1町33村）
  - 長野町 ← 長野町、南長野町、西長野町、鶴賀町［問御所・一部[注 15]を除く権堂］、茂菅村
  - 芹田村 ← 稲葉村、若里村、中御所村、栗田村、鶴賀町［七瀬・権堂の一部[注 15]］、川合新田村
  - 大豆島村 ← 大豆島村、風間村
  - 古牧村 ← 西尾張部村、高田村、南長池村、東和田村、西和田村、平林村、三輪村［一部[注 16]］
  - 三輪村 ← 三輪村［一部[注 16]を除く］、宇木村、上松村、古野村、中越村
  - 吉田村 ← 吉田村、太田村
  - 朝陽村 ← 北長池村、屋島村、北尾張部村、南堀村、北堀村、石渡村
  - 柳原村 ← 村山村、柳原村、小島村
  - 長沼村 ← 長沼大町、長沼穂保町、津野村、赤沼村
  - 鳥居村 ← 浅野村、大倉村、蟹沢村、川谷村［一部[注 17]］
  - 神郷村 ← 南郷村、石村、豊野村［一部[注 18]を除く］
  - 古里村 ← 富竹村、金箱村、上駒沢村、下駒沢村、三才村
  - 若槻村 ← 東条村［一部[注 19]］、徳間村、稲田村、檀田村、西条村［一部[注 20]］、上野村、田子村、吉村
  - 浅川村 ← 西条村［一部[注 21]］、伺去真光寺村、北郷村、東条村［一部[注 22]］
  - 高岡村 ← 地蔵久保新田村、坂口村、高坂村、川上村、袖ノ山村、古町村、柳里村（現・飯綱町）
  - 牟礼村（第1次） ← 牟礼村、黒川村、小玉村、平出村、豊野村［一部[注 18]］（現・飯綱町）
  - 三水村 ← 芋川村、普光寺村、倉井村、赤塩村、東柏原村、川谷村［一部[注 23]］（現・飯綱町）
  - 信濃尻村 ← 野尻村、古海村、熊坂村（現・信濃町）
  - 柏原村（単独村制。現・信濃町）
  - 古間村 ← 古間村、荒瀬原村、富濃村（現・信濃町）
  - 富士里村 ← 大井村、穂波村、平岡村（現・信濃町）
  - 芋井村 ← 上ヶ屋村、泉平村、広瀬村、入山村、鑪村、桜村、富田村
  - 戸隠村 ← 戸隠村、豊岡村
  - 柵村 ← 栃原村、祖山村
  - 鬼無里村 ← 鬼無里村、日影村
  - 北小川村 ← 瀬戸川村、稲丘村（現・小川村）
  - 南小川村 ← 高府村、小根山村（現・小川村）
  - 津和村 ← 山上条村、越道村、山穂刈村
  - 水内村 ← 新町村、里穂刈村、水内村、上条村
  - 栄村 ← 中条村、日高村、住良木村
  - 日里村 ← 日下野村、御山里村
  - 七二会村（単独村制）
  - 小田切村 ← 山田中村、塩生村、小鍋村
  - 安茂里村 ← 安茂里村、平柴村、小柴見村
- 明治23年（1890年）5月17日 - 牟礼村が中郷村に改称。
- 明治24年（1891年）4月1日 - 郡制を施行。
- 明治30年（1897年）4月1日 - 長野町が市制施行して長野市となり、郡より離脱。（33村）
- 大正3年（1914年）4月1日 - 吉田村が町制施行して吉田町となる。（1町32村）
- 大正12年（1923年）
  - 4月1日 - 郡会が廃止。郡役所は存続。
  - 7月1日 - 吉田町・芹田村・三輪村・古牧村が長野市に編入。（29村）
- 大正15年（1926年）7月1日 - 郡役所が廃止。以降は地域区分名称となる。
- 昭和29年（1954年）
  - 4月1日（18村）
    - 津和村・水内村が合併して久米路村が発足。
    - 古里村・柳原村・浅川村・大豆島村・朝陽村・若槻村・長沼村・安茂里村・小田切村・芋井村が長野市に編入。

  - 7月1日 - 鳥居村・神郷村が合併して豊野村が発足。（17村）
  - 10月1日 - 久米路村が町制施行・改称して新町となる。（1町16村）
- 昭和30年（1955年）
  - 1月1日 - 豊野村が町制施行して豊野町となる。（2町15村）
  - 2月1日（2町14村）
    - 日里村の一部（日下野の一部[注 24]）が鬼無里村に編入。
    - 栄村および日里村の残部が合併して中条村が発足。

  - 3月31日 - 新町が更級郡日原村・信級村と合併して信州新町が発足。
  - 4月1日（2町12村）
    - 高岡村・中郷村が合併して牟礼村（第2次）が発足。
    - 南小川村・北小川村が合併して小川村が発足。

  - 7月1日 - 柏原村・富士里村が合併して信濃村が発足。（2町11村）
- 昭和31年（1956年）
  - 1月1日 - 三水村の一部（芋川の一部[注 25]）が古間村に編入。
  - 9月30日（3町8村）
    - 信濃村・古間村・信濃尻村が合併して信濃町が発足。
    - 信州新町が更級郡牧郷村の一部（中牧・弘崎の各一部を除く）を編入。
- 昭和32年（1957年）8月1日 - 戸隠村・柵村が合併し、改めて戸隠村が発足。（3町7村）
- 昭和34年（1959年）4月1日 - 信州新町が北安曇郡八坂村の一部（左右）を編入。
- 昭和41年（1966年）10月16日 - 七二会村が長野市・篠ノ井市・更級郡川中島町・信更村・更北村・埴科郡松代町・上高井郡若穂町と合併し、改めて長野市が発足、郡より離脱。（3町6村）
- 平成17年（2005年）
  - 1月1日 - 豊野町・鬼無里村・戸隠村が長野市に編入。（2町4村）
  - 10月1日 - 牟礼村・三水村が合併して飯綱町が発足。（3町2村）
- 平成22年（2010年）1月1日 - 信州新町・中条村が長野市に編入。（2町1村）

### 変遷表
| 明治以前         | 明治以前         | 明治初年 - 明治4年     | 明治5年 - 明治7年           | 明治8年                              | 明治9年 - 明治11年        | 明治12年 - 明治14年            | 明治15年 - 明治22年            | 明治22年 4月1日 町村制施行 | 明治22年 - 明治45年                | 大正元年 - 昭和19年       | 大正元年 - 昭和19年         | 昭和20年 - 昭和29年         | 昭和20年 - 昭和29年           | 昭和30年 - 昭和64年            | 昭和30年 - 昭和64年           | 平成元年 - 現在             | 現在   |
| ---------------- | ---------------- | ---------------------- | --------------------------- | ------------------------------------ | ------------------------- | ------------------------------ | ------------------------------ | -------------------------- | ---------------------------------- | ------------------------- | --------------------------- | --------------------------- | ----------------------------- | ------------------------------ | ----------------------------- | --------------------------- | ------ |
| 柏原村           | 柏原村           | 柏原村                 | 柏原村                      | 柏原村                               | 柏原村                    | 柏原村                         | 柏原村                         | 柏原村                     | 柏原村                             | 柏原村                    | 柏原村                      | 柏原村                      | 柏原村                        | 昭和30年7月1日 信濃村          | 昭和31年9月30日 信濃町        | 信濃町                      | 信濃町 |
| 高山村           | 高山村           | 高山村                 | 高山村                      | 明治8年9月4日 大井村                 | 大井村                    | 大井村                         | 大井村                         | 富士里村                   | 富士里村                           | 富士里村                  | 富士里村                    | 富士里村                    | 富士里村                      | 昭和30年7月1日 信濃村          | 昭和31年9月30日 信濃町        | 信濃町                      | 信濃町 |
| 板橋村           | 板橋村           | 板橋村                 | 板橋村                      | 明治8年9月4日 大井村                 | 大井村                    | 大井村                         | 大井村                         | 富士里村                   | 富士里村                           | 富士里村                  | 富士里村                    | 富士里村                    | 富士里村                      | 昭和30年7月1日 信濃村          | 昭和31年9月30日 信濃町        | 信濃町                      | 信濃町 |
| 稲附村           | 稲附村           | 稲附村                 | 稲附村                      | 明治8年9月4日 大井村                 | 大井村                    | 大井村                         | 大井村                         | 富士里村                   | 富士里村                           | 富士里村                  | 富士里村                    | 富士里村                    | 富士里村                      | 昭和30年7月1日 信濃村          | 昭和31年9月30日 信濃町        | 信濃町                      | 信濃町 |
| 石橋村           | 石橋村           | 石橋村                 | 石橋村                      | 明治8年9月4日 大井村                 | 大井村                    | 大井村                         | 大井村                         | 富士里村                   | 富士里村                           | 富士里村                  | 富士里村                    | 富士里村                    | 富士里村                      | 昭和30年7月1日 信濃村          | 昭和31年9月30日 信濃町        | 信濃町                      | 信濃町 |
| 戸草村           | 戸草村           | 戸草村                 | 戸草村                      | 明治8年9月4日 穂波村                 | 穂波村                    | 穂波村                         | 穂波村                         | 富士里村                   | 富士里村                           | 富士里村                  | 富士里村                    | 富士里村                    | 富士里村                      | 昭和30年7月1日 信濃村          | 昭和31年9月30日 信濃町        | 信濃町                      | 信濃町 |
| 宮越村           | 宮越村           | 宮越村                 | 宮越村                      | 明治8年9月4日 穂波村                 | 穂波村                    | 穂波村                         | 穂波村                         | 富士里村                   | 富士里村                           | 富士里村                  | 富士里村                    | 富士里村                    | 富士里村                      | 昭和30年7月1日 信濃村          | 昭和31年9月30日 信濃町        | 信濃町                      | 信濃町 |
| 落影村           | 落影村           | 落影村                 | 落影村                      | 明治8年9月4日 穂波村                 | 穂波村                    | 穂波村                         | 穂波村                         | 富士里村                   | 富士里村                           | 富士里村                  | 富士里村                    | 富士里村                    | 富士里村                      | 昭和30年7月1日 信濃村          | 昭和31年9月30日 信濃町        | 信濃町                      | 信濃町 |
| 中島村           | 中島村           | 中島村                 | 中島村                      | 明治8年9月4日 穂波村                 | 穂波村                    | 穂波村                         | 穂波村                         | 富士里村                   | 富士里村                           | 富士里村                  | 富士里村                    | 富士里村                    | 富士里村                      | 昭和30年7月1日 信濃村          | 昭和31年9月30日 信濃町        | 信濃町                      | 信濃町 |
| 辻屋村           | 辻屋村           | 辻屋村                 | 辻屋村                      | 明治8年9月4日 穂波村                 | 穂波村                    | 穂波村                         | 穂波村                         | 富士里村                   | 富士里村                           | 富士里村                  | 富士里村                    | 富士里村                    | 富士里村                      | 昭和30年7月1日 信濃村          | 昭和31年9月30日 信濃町        | 信濃町                      | 信濃町 |
| 御料村           | 御料村           | 御料村                 | 御料村                      | 御料村                               | 明治9年5月30日 平岡村     | 平岡村                         | 平岡村                         | 富士里村                   | 富士里村                           | 富士里村                  | 富士里村                    | 富士里村                    | 富士里村                      | 昭和30年7月1日 信濃村          | 昭和31年9月30日 信濃町        | 信濃町                      | 信濃町 |
| 落合村           | 落合村           | 落合村                 | 落合村                      | 落合村                               | 明治9年5月30日 平岡村     | 平岡村                         | 平岡村                         | 富士里村                   | 富士里村                           | 富士里村                  | 富士里村                    | 富士里村                    | 富士里村                      | 昭和30年7月1日 信濃村          | 昭和31年9月30日 信濃町        | 信濃町                      | 信濃町 |
| 原村             | 原村             | 原村                   | 原村                        | 原村                                 | 明治9年5月30日 平岡村     | 平岡村                         | 平岡村                         | 富士里村                   | 富士里村                           | 富士里村                  | 富士里村                    | 富士里村                    | 富士里村                      | 昭和30年7月1日 信濃村          | 昭和31年9月30日 信濃町        | 信濃町                      | 信濃町 |
| 野尻村           | 野尻村           | 野尻村                 | 野尻村                      | 野尻村                               | 野尻村                    | 野尻村                         | 野尻村                         | 信濃尻村                   | 信濃尻村                           | 信濃尻村                  | 信濃尻村                    | 信濃尻村                    | 信濃尻村                      | 信濃尻村                       | 昭和31年9月30日 信濃町        | 信濃町                      | 信濃町 |
| 古海村           | 古海村           | 古海村                 | 古海村                      | 古海村                               | 古海村                    | 古海村                         | 古海村                         | 信濃尻村                   | 信濃尻村                           | 信濃尻村                  | 信濃尻村                    | 信濃尻村                    | 信濃尻村                      | 信濃尻村                       | 昭和31年9月30日 信濃町        | 信濃町                      | 信濃町 |
| 熊坂村           | 熊坂村           | 熊坂村                 | 熊坂村                      | 熊坂村                               | 熊坂村                    | 熊坂村                         | 熊坂村                         | 信濃尻村                   | 信濃尻村                           | 信濃尻村                  | 信濃尻村                    | 信濃尻村                    | 信濃尻村                      | 信濃尻村                       | 昭和31年9月30日 信濃町        | 信濃町                      | 信濃町 |
| 小古間村         | 小古間村         | 小古間村               | 小古間村                    | 明治8年9月4日 古間村                 | 古間村                    | 古間村                         | 古間村                         | 古間村                     | 古間村                             | 古間村                    | 古間村                      | 古間村                      | 古間村                        | 古間村                         | 昭和31年9月30日 信濃町        | 信濃町                      | 信濃町 |
| 大古間村         | 大古間村         | 大古間村               | 大古間村                    | 明治8年9月4日 古間村                 | 古間村                    | 古間村                         | 古間村                         | 古間村                     | 古間村                             | 古間村                    | 古間村                      | 古間村                      | 古間村                        | 古間村                         | 昭和31年9月30日 信濃町        | 信濃町                      | 信濃町 |
| 荒瀬原村         | 荒瀬原村         | 荒瀬原村               | 荒瀬原村                    | 荒瀬原村                             | 荒瀬原村                  | 荒瀬原村                       | 荒瀬原村                       | 古間村                     | 古間村                             | 古間村                    | 古間村                      | 古間村                      | 古間村                        | 古間村                         | 昭和31年9月30日 信濃町        | 信濃町                      | 信濃町 |
| 船岳村           | 船岳村           | 船岳村                 | 船岳村                      | 船岳村                               | 明治9年5月30日 富濃村     | 富濃村                         | 富濃村                         | 古間村                     | 古間村                             | 古間村                    | 古間村                      | 古間村                      | 古間村                        | 古間村                         | 昭和31年9月30日 信濃町        | 信濃町                      | 信濃町 |
| 柴津村           | 柴津村           | 柴津村                 | 柴津村                      | 柴津村                               | 明治9年5月30日 富濃村     | 富濃村                         | 富濃村                         | 古間村                     | 古間村                             | 古間村                    | 古間村                      | 古間村                      | 古間村                        | 古間村                         | 昭和31年9月30日 信濃町        | 信濃町                      | 信濃町 |
| 芋川村           | 一部             | 芋川村                 | 芋川村                      | 芋川村                               | 芋川村                    | 芋川村                         | 芋川村                         | 三水村                     | 三水村                             | 三水村                    | 三水村                      | 三水村                      | 三水村                        | 昭和31年1月1日 古間村に編入    | 昭和31年9月30日 信濃町        | 信濃町                      | 信濃町 |
| 芋川村           | 一部を除く       | 芋川村                 | 芋川村                      | 芋川村                               | 芋川村                    | 芋川村                         | 芋川村                         | 三水村                     | 三水村                             | 三水村                    | 三水村                      | 三水村                      | 三水村                        | 三水村                         | 三水村                        | 平成17年10月1日 飯綱町      | 飯綱町 |
| 普光寺村         | 普光寺村         | 普光寺村               | 普光寺村                    | 普光寺村                             | 普光寺村                  | 普光寺村                       | 普光寺村                       | 三水村                     | 三水村                             | 三水村                    | 三水村                      | 三水村                      | 三水村                        | 三水村                         | 三水村                        | 平成17年10月1日 飯綱町      | 飯綱町 |
| 倉井村           | 倉井村           | 倉井村                 | 倉井村                      | 倉井村                               | 倉井村                    | 倉井村                         | 倉井村                         | 三水村                     | 三水村                             | 三水村                    | 三水村                      | 三水村                      | 三水村                        | 三水村                         | 三水村                        | 平成17年10月1日 飯綱町      | 飯綱町 |
| 赤塩村           | 赤塩村           | 赤塩村                 | 赤塩村                      | 赤塩村                               | 赤塩村                    | 赤塩村                         | 赤塩村                         | 三水村                     | 三水村                             | 三水村                    | 三水村                      | 三水村                      | 三水村                        | 三水村                         | 三水村                        | 平成17年10月1日 飯綱町      | 飯綱町 |
| 東柏原村         | 東柏原村         | 東柏原村               | 東柏原村                    | 東柏原村                             | 東柏原村                  | 東柏原村                       | 東柏原村                       | 三水村                     | 三水村                             | 三水村                    | 三水村                      | 三水村                      | 三水村                        | 三水村                         | 三水村                        | 平成17年10月1日 飯綱町      | 飯綱町 |
| 川谷村           | 一部             | 川谷村                 | 川谷村                      | 川谷村                               | 川谷村                    | 川谷村                         | 川谷村                         | 三水村                     | 三水村                             | 三水村                    | 三水村                      | 三水村                      | 三水村                        | 三水村                         | 三水村                        | 平成17年10月1日 飯綱町      | 飯綱町 |
| 袖ノ山村         | 袖ノ山村         | 袖ノ山村               | 袖ノ山村                    | 明治8年 志賀村                       | 志賀村                    | 明治14年 袖ノ山村              | 袖ノ山村                       | 高岡村                     | 高岡村                             | 高岡村                    | 高岡村                      | 高岡村                      | 高岡村                        | 昭和30年4月1日 牟礼村          | 昭和30年4月1日 牟礼村         | 平成17年10月1日 飯綱町      | 飯綱町 |
| 坂口村           | 坂口村           | 坂口村                 | 坂口村                      | 明治8年 志賀村                       | 志賀村                    | 明治14年 坂口村                | 坂口村                         | 高岡村                     | 高岡村                             | 高岡村                    | 高岡村                      | 高岡村                      | 高岡村                        | 昭和30年4月1日 牟礼村          | 昭和30年4月1日 牟礼村         | 平成17年10月1日 飯綱町      | 飯綱町 |
| 高坂村           | 高坂村           | 高坂村                 | 高坂村                      | 明治8年 志賀村                       | 志賀村                    | 明治14年 高坂村                | 高坂村                         | 高岡村                     | 高岡村                             | 高岡村                    | 高岡村                      | 高岡村                      | 高岡村                        | 昭和30年4月1日 牟礼村          | 昭和30年4月1日 牟礼村         | 平成17年10月1日 飯綱町      | 飯綱町 |
| 夏川新田村       | 一部             | 夏川新田村             | 夏川新田村                  | 明治8年 志賀村                       | 志賀村                    | 明治14年 地蔵久保新田村        | 地蔵久保新田村                 | 高岡村                     | 高岡村                             | 高岡村                    | 高岡村                      | 高岡村                      | 高岡村                        | 昭和30年4月1日 牟礼村          | 昭和30年4月1日 牟礼村         | 平成17年10月1日 飯綱町      | 飯綱町 |
| 夏川新田村       | 一部を除く       | 夏川新田村             | 夏川新田村                  | 明治8年 川上村                       | 川上村                    | 川上村                         | 川上村                         | 高岡村                     | 高岡村                             | 高岡村                    | 高岡村                      | 高岡村                      | 高岡村                        | 昭和30年4月1日 牟礼村          | 昭和30年4月1日 牟礼村         | 平成17年10月1日 飯綱町      | 飯綱町 |
| 野村上村         | 野村上村         | 野村上村               | 明治7年 野村上村            | 明治8年 川上村                       | 川上村                    | 川上村                         | 川上村                         | 高岡村                     | 高岡村                             | 高岡村                    | 高岡村                      | 高岡村                      | 高岡村                        | 昭和30年4月1日 牟礼村          | 昭和30年4月1日 牟礼村         | 平成17年10月1日 飯綱町      | 飯綱町 |
| 茶磨山新田村     | 茶磨山新田村     | 茶磨山新田村           | 明治7年 野村上村            | 明治8年 川上村                       | 川上村                    | 川上村                         | 川上村                         | 高岡村                     | 高岡村                             | 高岡村                    | 高岡村                      | 高岡村                      | 高岡村                        | 昭和30年4月1日 牟礼村          | 昭和30年4月1日 牟礼村         | 平成17年10月1日 飯綱町      | 飯綱町 |
| 北川村           | 北川村           | 北川村                 | 北川村                      | 明治8年 川上村                       | 川上村                    | 川上村                         | 川上村                         | 高岡村                     | 高岡村                             | 高岡村                    | 高岡村                      | 高岡村                      | 高岡村                        | 昭和30年4月1日 牟礼村          | 昭和30年4月1日 牟礼村         | 平成17年10月1日 飯綱町      | 飯綱町 |
| 新井村           | 新井村           | 新井村                 | 新井村                      | 新井村                               | 明治9年5月 古町村         | 古町村                         | 古町村                         | 高岡村                     | 高岡村                             | 高岡村                    | 高岡村                      | 高岡村                      | 高岡村                        | 昭和30年4月1日 牟礼村          | 昭和30年4月1日 牟礼村         | 平成17年10月1日 飯綱町      | 飯綱町 |
| 芹沢村           | 芹沢村           | 芹沢村                 | 芹沢村                      | 芹沢村                               | 明治9年5月 古町村         | 古町村                         | 古町村                         | 高岡村                     | 高岡村                             | 高岡村                    | 高岡村                      | 高岡村                      | 高岡村                        | 昭和30年4月1日 牟礼村          | 昭和30年4月1日 牟礼村         | 平成17年10月1日 飯綱町      | 飯綱町 |
| 中宿村           | 中宿村           | 中宿村                 | 明治5年8月 中宿村           | 明治8年 柳里村                       | 柳里村                    | 柳里村                         | 柳里村                         | 高岡村                     | 高岡村                             | 高岡村                    | 高岡村                      | 高岡村                      | 高岡村                        | 昭和30年4月1日 牟礼村          | 昭和30年4月1日 牟礼村         | 平成17年10月1日 飯綱町      | 飯綱町 |
| 裏新田村         | 裏新田村         | 裏新田村               | 明治5年8月 中宿村           | 明治8年 柳里村                       | 柳里村                    | 柳里村                         | 柳里村                         | 高岡村                     | 高岡村                             | 高岡村                    | 高岡村                      | 高岡村                      | 高岡村                        | 昭和30年4月1日 牟礼村          | 昭和30年4月1日 牟礼村         | 平成17年10月1日 飯綱町      | 飯綱町 |
| 横手村           | 横手村           | 横手村                 | 横手村                      | 明治8年 柳里村                       | 柳里村                    | 柳里村                         | 柳里村                         | 高岡村                     | 高岡村                             | 高岡村                    | 高岡村                      | 高岡村                      | 高岡村                        | 昭和30年4月1日 牟礼村          | 昭和30年4月1日 牟礼村         | 平成17年10月1日 飯綱町      | 飯綱町 |
| 牟礼村           | 牟礼村           | 牟礼村                 | 牟礼村                      | 牟礼村                               | 牟礼村                    | 牟礼村                         | 牟礼村                         | 牟礼村                     | 明治23年5月17日 改称 中郷村        | 中郷村                    | 中郷村                      | 中郷村                      | 中郷村                        | 昭和30年4月1日 牟礼村          | 昭和30年4月1日 牟礼村         | 平成17年10月1日 飯綱町      | 飯綱町 |
| 黒川村           | 黒川村           | 黒川村                 | 黒川村                      | 黒川村                               | 黒川村                    | 黒川村                         | 黒川村                         | 牟礼村                     | 明治23年5月17日 改称 中郷村        | 中郷村                    | 中郷村                      | 中郷村                      | 中郷村                        | 昭和30年4月1日 牟礼村          | 昭和30年4月1日 牟礼村         | 平成17年10月1日 飯綱町      | 飯綱町 |
| 小玉村           | 小玉村           | 小玉村                 | 小玉村                      | 小玉村                               | 小玉村                    | 小玉村                         | 小玉村                         | 牟礼村                     | 明治23年5月17日 改称 中郷村        | 中郷村                    | 中郷村                      | 中郷村                      | 中郷村                        | 昭和30年4月1日 牟礼村          | 昭和30年4月1日 牟礼村         | 平成17年10月1日 飯綱町      | 飯綱町 |
| 平出村           | 平出村           | 平出村                 | 平出村                      | 明治8年1月 平出村                    | 平出村                    | 平出村                         | 平出村                         | 牟礼村                     | 明治23年5月17日 改称 中郷村        | 中郷村                    | 中郷村                      | 中郷村                      | 中郷村                        | 昭和30年4月1日 牟礼村          | 昭和30年4月1日 牟礼村         | 平成17年10月1日 飯綱町      | 飯綱町 |
| 山神代村         | 山神代村         | 山神代村               | 山神代村                    | 明治8年1月 平出村                    | 平出村                    | 平出村                         | 平出村                         | 牟礼村                     | 明治23年5月17日 改称 中郷村        | 中郷村                    | 中郷村                      | 中郷村                      | 中郷村                        | 昭和30年4月1日 牟礼村          | 昭和30年4月1日 牟礼村         | 平成17年10月1日 飯綱町      | 飯綱町 |
| 平出新田         | 平出新田         | 平出新田               | 平出新田                    | 明治8年1月 平出村                    | 平出村                    | 平出村                         | 平出村                         | 牟礼村                     | 明治23年5月17日 改称 中郷村        | 中郷村                    | 中郷村                      | 中郷村                      | 中郷村                        | 昭和30年4月1日 牟礼村          | 昭和30年4月1日 牟礼村         | 平成17年10月1日 飯綱町      | 飯綱町 |
| 中尾村           | 一部             | 中尾村                 | 中尾村                      | 中尾村                               | 明治9年5月30日 豊野村     | 豊野村                         | 豊野村                         | 牟礼村                     | 明治23年5月17日 改称 中郷村        | 中郷村                    | 中郷村                      | 中郷村                      | 中郷村                        | 昭和30年4月1日 牟礼村          | 昭和30年4月1日 牟礼村         | 平成17年10月1日 飯綱町      | 飯綱町 |
| 中尾村           | 一部を除く       | 中尾村                 | 中尾村                      | 中尾村                               | 明治9年5月30日 豊野村     | 豊野村                         | 豊野村                         | 神郷村                     | 神郷村                             | 神郷村                    | 神郷村                      | 昭和29年7月1日 豊野村       | 昭和29年7月1日 豊野村         | 昭和30年1月1日 町制 豊野町     | 昭和30年1月1日 町制 豊野町    | 平成17年1月1日 長野市に編入 | 長野市 |
| 神代村           | 神代村           | 神代村                 | 神代村                      | 神代村                               | 明治9年5月30日 豊野村     | 豊野村                         | 豊野村                         | 神郷村                     | 神郷村                             | 神郷村                    | 神郷村                      | 昭和29年7月1日 豊野村       | 昭和29年7月1日 豊野村         | 昭和30年1月1日 町制 豊野町     | 昭和30年1月1日 町制 豊野町    | 平成17年1月1日 長野市に編入 | 長野市 |
| 石村             | 石村             | 石村                   | 石村                        | 石村                                 | 石村                      | 石村                           | 石村                           | 神郷村                     | 神郷村                             | 神郷村                    | 神郷村                      | 昭和29年7月1日 豊野村       | 昭和29年7月1日 豊野村         | 昭和30年1月1日 町制 豊野町     | 昭和30年1月1日 町制 豊野町    | 平成17年1月1日 長野市に編入 | 長野市 |
| 南郷村           | 南郷村           | 南郷村                 | 南郷村                      | 南郷村                               | 南郷村                    | 南郷村                         | 南郷村                         | 神郷村                     | 神郷村                             | 神郷村                    | 神郷村                      | 昭和29年7月1日 豊野村       | 昭和29年7月1日 豊野村         | 昭和30年1月1日 町制 豊野町     | 昭和30年1月1日 町制 豊野町    | 平成17年1月1日 長野市に編入 | 長野市 |
| 浅野村           | 浅野村           | 浅野村                 | 浅野村                      | 浅野村                               | 浅野村                    | 浅野村                         | 浅野村                         | 鳥居村                     | 鳥居村                             | 鳥居村                    | 鳥居村                      | 昭和29年7月1日 豊野村       | 昭和29年7月1日 豊野村         | 昭和30年1月1日 町制 豊野町     | 昭和30年1月1日 町制 豊野町    | 平成17年1月1日 長野市に編入 | 長野市 |
| 大倉村           | 大倉村           | 大倉村                 | 大倉村                      | 大倉村                               | 大倉村                    | 大倉村                         | 大倉村                         | 鳥居村                     | 鳥居村                             | 鳥居村                    | 鳥居村                      | 昭和29年7月1日 豊野村       | 昭和29年7月1日 豊野村         | 昭和30年1月1日 町制 豊野町     | 昭和30年1月1日 町制 豊野町    | 平成17年1月1日 長野市に編入 | 長野市 |
| 蟹沢村           | 蟹沢村           | 蟹沢村                 | 蟹沢村                      | 蟹沢村                               | 蟹沢村                    | 蟹沢村                         | 蟹沢村                         | 鳥居村                     | 鳥居村                             | 鳥居村                    | 鳥居村                      | 昭和29年7月1日 豊野村       | 昭和29年7月1日 豊野村         | 昭和30年1月1日 町制 豊野町     | 昭和30年1月1日 町制 豊野町    | 平成17年1月1日 長野市に編入 | 長野市 |
| 川谷村           | 一部             | 川谷村                 | 川谷村                      | 川谷村                               | 川谷村                    | 川谷村                         | 川谷村                         | 鳥居村                     | 鳥居村                             | 鳥居村                    | 鳥居村                      | 昭和29年7月1日 豊野村       | 昭和29年7月1日 豊野村         | 昭和30年1月1日 町制 豊野町     | 昭和30年1月1日 町制 豊野町    | 平成17年1月1日 長野市に編入 | 長野市 |
| 戸隠山門前       | 戸隠山門前       | 戸隠山門前             | 明治5年2月17日 戸隠村       | 戸隠村                               | 明治9年5月30日 戸隠村     | 戸隠村                         | 戸隠村                         | 戸隠村                     | 戸隠村                             | 戸隠村                    | 戸隠村                      | 戸隠村                      | 戸隠村                        | 戸隠村                         | 昭和32年8月1日 戸隠村         | 平成17年1月1日 長野市に編入 | 長野市 |
| 戸隠神社社地     | 戸隠神社社地     | 戸隠神社社地           | 明治5年2月17日 戸隠村       | 戸隠村                               | 明治9年5月30日 戸隠村     | 戸隠村                         | 戸隠村                         | 戸隠村                     | 戸隠村                             | 戸隠村                    | 戸隠村                      | 戸隠村                      | 戸隠村                        | 戸隠村                         | 昭和32年8月1日 戸隠村         | 平成17年1月1日 長野市に編入 | 長野市 |
| 上楠川村         | 上楠川村         | 上楠川村               | 上楠川村                    | 上楠川村                             | 明治9年5月30日 戸隠村     | 戸隠村                         | 戸隠村                         | 戸隠村                     | 戸隠村                             | 戸隠村                    | 戸隠村                      | 戸隠村                      | 戸隠村                        | 戸隠村                         | 昭和32年8月1日 戸隠村         | 平成17年1月1日 長野市に編入 | 長野市 |
| 上野村           | 上野村           | 上野村                 | 上野村                      | 上野村                               | 明治9年5月30日 豊岡村     | 豊岡村                         | 豊岡村                         | 戸隠村                     | 戸隠村                             | 戸隠村                    | 戸隠村                      | 戸隠村                      | 戸隠村                        | 戸隠村                         | 昭和32年8月1日 戸隠村         | 平成17年1月1日 長野市に編入 | 長野市 |
| 下楠川村         | 下楠川村         | 下楠川村               | 下楠川村                    | 下楠川村                             | 明治9年5月30日 豊岡村     | 豊岡村                         | 豊岡村                         | 戸隠村                     | 戸隠村                             | 戸隠村                    | 戸隠村                      | 戸隠村                      | 戸隠村                        | 戸隠村                         | 昭和32年8月1日 戸隠村         | 平成17年1月1日 長野市に編入 | 長野市 |
| 日照田村         | 日照田村         | 日照田村               | 日照田村                    | 日照田村                             | 明治9年5月30日 豊岡村     | 豊岡村                         | 豊岡村                         | 戸隠村                     | 戸隠村                             | 戸隠村                    | 戸隠村                      | 戸隠村                      | 戸隠村                        | 戸隠村                         | 昭和32年8月1日 戸隠村         | 平成17年1月1日 長野市に編入 | 長野市 |
| 栃原村           | 栃原村           | 栃原村                 | 明治5年 栃原村              | 栃原村                               | 栃原村                    | 栃原村                         | 栃原村                         | 柵村                       | 柵村                               | 柵村                      | 柵村                        | 柵村                        | 柵村                          | 柵村                           | 昭和32年8月1日 戸隠村         | 平成17年1月1日 長野市に編入 | 長野市 |
| 追通村           | 追通村           | 追通村                 | 明治5年 栃原村              | 栃原村                               | 栃原村                    | 栃原村                         | 栃原村                         | 柵村                       | 柵村                               | 柵村                      | 柵村                        | 柵村                        | 柵村                          | 柵村                           | 昭和32年8月1日 戸隠村         | 平成17年1月1日 長野市に編入 | 長野市 |
| 志垣村           | 志垣村           | 志垣村                 | 明治5年 栃原村              | 栃原村                               | 栃原村                    | 栃原村                         | 栃原村                         | 柵村                       | 柵村                               | 柵村                      | 柵村                        | 柵村                        | 柵村                          | 柵村                           | 昭和32年8月1日 戸隠村         | 平成17年1月1日 長野市に編入 | 長野市 |
| 上祖山村         | 上祖山村         | 上祖山村               | 上祖山村                    | 上祖山村                             | 明治9年5月30日 祖山村     | 祖山村                         | 祖山村                         | 柵村                       | 柵村                               | 柵村                      | 柵村                        | 柵村                        | 柵村                          | 柵村                           | 昭和32年8月1日 戸隠村         | 平成17年1月1日 長野市に編入 | 長野市 |
| 下祖山村         | 下祖山村         | 下祖山村               | 下祖山村                    | 下祖山村                             | 明治9年5月30日 祖山村     | 祖山村                         | 祖山村                         | 柵村                       | 柵村                               | 柵村                      | 柵村                        | 柵村                        | 柵村                          | 柵村                           | 昭和32年8月1日 戸隠村         | 平成17年1月1日 長野市に編入 | 長野市 |
| 善光寺町         | 善光寺町         | 明治4年2月 改称 長野村 | 明治7年11月15日 改称 長野町 | 長野町                               | 明治9年5月30日 長野町     | 長野町                         | 長野町                         | 長野町                     | 明治30年4月1日 市制 長野市         | 長野市                    | 長野市                      | 長野市                      | 長野市                        | 長野市                         | 昭和41年10月16日 長野市       | 長野市                      | 長野市 |
| 箱清水村         | 箱清水村         | 箱清水村               | 箱清水村                    | 箱清水村                             | 明治9年5月30日 長野町     | 長野町                         | 長野町                         | 長野町                     | 明治30年4月1日 市制 長野市         | 長野市                    | 長野市                      | 長野市                      | 長野市                        | 長野市                         | 昭和41年10月16日 長野市       | 長野市                      | 長野市 |
| 妻科村           | 妻科村           | 妻科村                 | 妻科村                      | 妻科村                               | 妻科村                    | 明治14年6月24日 改称 南長野町  | 南長野町                       | 長野町                     | 明治30年4月1日 市制 長野市         | 長野市                    | 長野市                      | 長野市                      | 長野市                        | 長野市                         | 昭和41年10月16日 長野市       | 長野市                      | 長野市 |
| 腰村             | 腰村             | 腰村                   | 腰村                        | 腰村                                 | 腰村                      | 明治14年11月10日 改称 西長野町 | 西長野町                       | 長野町                     | 明治30年4月1日 市制 長野市         | 長野市                    | 長野市                      | 長野市                      | 長野市                        | 長野市                         | 昭和41年10月16日 長野市       | 長野市                      | 長野市 |
| 茂菅村           | 茂菅村           | 茂菅村                 | 茂菅村                      | 茂菅村                               | 茂菅村                    | 茂菅村                         | 茂菅村                         | 長野町                     | 明治30年4月1日 市制 長野市         | 長野市                    | 長野市                      | 長野市                      | 長野市                        | 長野市                         | 昭和41年10月16日 長野市       | 長野市                      | 長野市 |
| 問御所村         | 問御所村         | 問御所村               | 問御所村                    | 問御所村                             | 明治9年5月30日 鶴賀村     | 鶴賀村                         | 明治18年2月19日 改称 鶴賀町    | 長野町                     | 明治30年4月1日 市制 長野市         | 長野市                    | 長野市                      | 長野市                      | 長野市                        | 長野市                         | 昭和41年10月16日 長野市       | 長野市                      | 長野市 |
| 権堂村           | 一部を除く       | 権堂村                 | 権堂村                      | 権堂村                               | 明治9年5月30日 鶴賀村     | 鶴賀村                         | 明治18年2月19日 改称 鶴賀町    | 長野町                     | 明治30年4月1日 市制 長野市         | 長野市                    | 長野市                      | 長野市                      | 長野市                        | 長野市                         | 昭和41年10月16日 長野市       | 長野市                      | 長野市 |
| 権堂村           | 一部             | 権堂村                 | 権堂村                      | 権堂村                               | 明治9年5月30日 鶴賀村     | 鶴賀村                         | 明治18年2月19日 改称 鶴賀町    | 芹田村                     | 芹田村                             | 芹田村                    | 大正12年7月1日 長野市に編入 | 長野市                      | 長野市                        | 長野市                         | 昭和41年10月16日 長野市       | 長野市                      | 長野市 |
| 七瀬村           | 七瀬村           | 七瀬村                 | 七瀬村                      | 七瀬村                               | 明治9年5月30日 鶴賀村     | 鶴賀村                         | 明治18年2月19日 改称 鶴賀町    | 芹田村                     | 芹田村                             | 芹田村                    | 大正12年7月1日 長野市に編入 | 長野市                      | 長野市                        | 長野市                         | 昭和41年10月16日 長野市       | 長野市                      | 長野市 |
| 南俣村           | 南俣村           | 南俣村                 | 南俣村                      | 明治8年11月 稲葉村                   | 稲葉村                    | 稲葉村                         | 稲葉村                         | 芹田村                     | 芹田村                             | 芹田村                    | 大正12年7月1日 長野市に編入 | 長野市                      | 長野市                        | 長野市                         | 昭和41年10月16日 長野市       | 長野市                      | 長野市 |
| 千田村           | 千田村           | 千田村                 | 千田村                      | 明治8年11月 稲葉村                   | 稲葉村                    | 稲葉村                         | 稲葉村                         | 芹田村                     | 芹田村                             | 芹田村                    | 大正12年7月1日 長野市に編入 | 長野市                      | 長野市                        | 長野市                         | 昭和41年10月16日 長野市       | 長野市                      | 長野市 |
| 市村             | 市村             | 市村                   | 市村                        | 市村                                 | 明治9年5月30日 若里村     | 若里村                         | 若里村                         | 芹田村                     | 芹田村                             | 芹田村                    | 大正12年7月1日 長野市に編入 | 長野市                      | 長野市                        | 長野市                         | 昭和41年10月16日 長野市       | 長野市                      | 長野市 |
| 荒木村           | 荒木村           | 荒木村                 | 荒木村                      | 荒木村                               | 明治9年5月30日 若里村     | 若里村                         | 若里村                         | 芹田村                     | 芹田村                             | 芹田村                    | 大正12年7月1日 長野市に編入 | 長野市                      | 長野市                        | 長野市                         | 昭和41年10月16日 長野市       | 長野市                      | 長野市 |
| 中御所村         | 中御所村         | 中御所村               | 中御所村                    | 中御所村                             | 中御所村                  | 中御所村                       | 中御所村                       | 芹田村                     | 芹田村                             | 芹田村                    | 大正12年7月1日 長野市に編入 | 長野市                      | 長野市                        | 長野市                         | 昭和41年10月16日 長野市       | 長野市                      | 長野市 |
| 栗田村           | 栗田村           | 栗田村                 | 栗田村                      | 栗田村                               | 栗田村                    | 栗田村                         | 栗田村                         | 芹田村                     | 芹田村                             | 芹田村                    | 大正12年7月1日 長野市に編入 | 長野市                      | 長野市                        | 長野市                         | 昭和41年10月16日 長野市       | 長野市                      | 長野市 |
| 更級郡川合新田村 | 更級郡川合新田村 | 更級郡川合新田村       | 更級郡川合新田村            | 更級郡川合新田村                     | 更級郡川合新田村          | 明治12年1月4日 川合新田村      | 川合新田村                     | 芹田村                     | 芹田村                             | 芹田村                    | 大正12年7月1日 長野市に編入 | 長野市                      | 長野市                        | 長野市                         | 昭和41年10月16日 長野市       | 長野市                      | 長野市 |
| 吉田村           | 吉田村           | 吉田村                 | 吉田村                      | 吉田村                               | 明治9年5月30日 吉田村     | 吉田村                         | 吉田村                         | 吉田村                     | 吉田村                             | 大正3年4月1日 町制 吉田町 | 大正12年7月1日 長野市に編入 | 長野市                      | 長野市                        | 長野市                         | 昭和41年10月16日 長野市       | 長野市                      | 長野市 |
| 押鐘村           | 押鐘村           | 押鐘村                 | 押鐘村                      | 押鐘村                               | 明治9年5月30日 吉田村     | 吉田村                         | 吉田村                         | 吉田村                     | 吉田村                             | 大正3年4月1日 町制 吉田町 | 大正12年7月1日 長野市に編入 | 長野市                      | 長野市                        | 長野市                         | 昭和41年10月16日 長野市       | 長野市                      | 長野市 |
| 太田村           | 太田村           | 太田村                 | 太田村                      | 太田村                               | 明治9年5月30日 吉田村     | 明治14年10月20日 分立 太田村   | 太田村                         | 吉田村                     | 吉田村                             | 大正3年4月1日 町制 吉田町 | 大正12年7月1日 長野市に編入 | 長野市                      | 長野市                        | 長野市                         | 昭和41年10月16日 長野市       | 長野市                      | 長野市 |
| 中越村           | 中越村           | 中越村                 | 中越村                      | 中越村                               | 明治9年5月30日 吉田村     | 明治14年10月20日 分立 中越村   | 中越村                         | 三輪村                     | 三輪村                             | 三輪村                    | 大正12年7月1日 長野市に編入 | 長野市                      | 長野市                        | 長野市                         | 昭和41年10月16日 長野市       | 長野市                      | 長野市 |
| 上宇木村         | 上宇木村         | 上宇木村               | 上宇木村                    | 上宇木村                             | 明治9年5月30日 宇木村     | 宇木村                         | 宇木村                         | 三輪村                     | 三輪村                             | 三輪村                    | 大正12年7月1日 長野市に編入 | 長野市                      | 長野市                        | 長野市                         | 昭和41年10月16日 長野市       | 長野市                      | 長野市 |
| 下宇木村         | 下宇木村         | 下宇木村               | 下宇木村                    | 下宇木村                             | 明治9年5月30日 宇木村     | 宇木村                         | 宇木村                         | 三輪村                     | 三輪村                             | 三輪村                    | 大正12年7月1日 長野市に編入 | 長野市                      | 長野市                        | 長野市                         | 昭和41年10月16日 長野市       | 長野市                      | 長野市 |
| 上松村           | 上松村           | 上松村                 | 上松村                      | 上松村                               | 上松村                    | 上松村                         | 上松村                         | 三輪村                     | 三輪村                             | 三輪村                    | 大正12年7月1日 長野市に編入 | 長野市                      | 長野市                        | 長野市                         | 昭和41年10月16日 長野市       | 長野市                      | 長野市 |
| 返目村           | 返目村           | 返目村                 | 返目村                      | 返目村                               | 明治9年5月30日 古野村     | 古野村                         | 古野村                         | 三輪村                     | 三輪村                             | 三輪村                    | 大正12年7月1日 長野市に編入 | 長野市                      | 長野市                        | 長野市                         | 昭和41年10月16日 長野市       | 長野市                      | 長野市 |
| 桐原村           | 桐原村           | 桐原村                 | 桐原村                      | 桐原村                               | 明治9年5月30日 古野村     | 古野村                         | 古野村                         | 三輪村                     | 三輪村                             | 三輪村                    | 大正12年7月1日 長野市に編入 | 長野市                      | 長野市                        | 長野市                         | 昭和41年10月16日 長野市       | 長野市                      | 長野市 |
| 三輪村           | 一部を除く       | 三輪村                 | 三輪村                      | 三輪村                               | 三輪村                    | 三輪村                         | 三輪村                         | 三輪村                     | 三輪村                             | 三輪村                    | 大正12年7月1日 長野市に編入 | 長野市                      | 長野市                        | 長野市                         | 昭和41年10月16日 長野市       | 長野市                      | 長野市 |
| 三輪村           | 一部             | 三輪村                 | 三輪村                      | 三輪村                               | 三輪村                    | 三輪村                         | 三輪村                         | 古牧村                     | 古牧村                             | 古牧村                    | 大正12年7月1日 長野市に編入 | 長野市                      | 長野市                        | 長野市                         | 昭和41年10月16日 長野市       | 長野市                      | 長野市 |
| 西尾張部村       | 西尾張部村       | 西尾張部村             | 西尾張部村                  | 西尾張部村                           | 西尾張部村                | 西尾張部村                     | 西尾張部村                     | 古牧村                     | 古牧村                             | 古牧村                    | 大正12年7月1日 長野市に編入 | 長野市                      | 長野市                        | 長野市                         | 昭和41年10月16日 長野市       | 長野市                      | 長野市 |
| 上高田村         | 上高田村         | 上高田村               | 上高田村                    | 上高田村                             | 明治9年5月30日 高田村     | 高田村                         | 高田村                         | 古牧村                     | 古牧村                             | 古牧村                    | 大正12年7月1日 長野市に編入 | 長野市                      | 長野市                        | 長野市                         | 昭和41年10月16日 長野市       | 長野市                      | 長野市 |
| 下高田村         | 下高田村         | 下高田村               | 下高田村                    | 下高田村                             | 明治9年5月30日 高田村     | 高田村                         | 高田村                         | 古牧村                     | 古牧村                             | 古牧村                    | 大正12年7月1日 長野市に編入 | 長野市                      | 長野市                        | 長野市                         | 昭和41年10月16日 長野市       | 長野市                      | 長野市 |
| 北高田村         | 北高田村         | 北高田村               | 北高田村                    | 北高田村                             | 明治9年5月30日 高田村     | 高田村                         | 高田村                         | 古牧村                     | 古牧村                             | 古牧村                    | 大正12年7月1日 長野市に編入 | 長野市                      | 長野市                        | 長野市                         | 昭和41年10月16日 長野市       | 長野市                      | 長野市 |
| 南長池村         | 南長池村         | 南長池村               | 南長池村                    | 南長池村                             | 南長池村                  | 南長池村                       | 南長池村                       | 古牧村                     | 古牧村                             | 古牧村                    | 大正12年7月1日 長野市に編入 | 長野市                      | 長野市                        | 長野市                         | 昭和41年10月16日 長野市       | 長野市                      | 長野市 |
| 東和田村         | 東和田村         | 東和田村               | 東和田村                    | 東和田村                             | 東和田村                  | 東和田村                       | 東和田村                       | 古牧村                     | 古牧村                             | 古牧村                    | 大正12年7月1日 長野市に編入 | 長野市                      | 長野市                        | 長野市                         | 昭和41年10月16日 長野市       | 長野市                      | 長野市 |
| 西和田村         | 西和田村         | 西和田村               | 西和田村                    | 西和田村                             | 西和田村                  | 西和田村                       | 西和田村                       | 古牧村                     | 古牧村                             | 古牧村                    | 大正12年7月1日 長野市に編入 | 長野市                      | 長野市                        | 長野市                         | 昭和41年10月16日 長野市       | 長野市                      | 長野市 |
| 平林村           | 平林村           | 平林村                 | 平林村                      | 平林村                               | 平林村                    | 平林村                         | 平林村                         | 古牧村                     | 古牧村                             | 古牧村                    | 大正12年7月1日 長野市に編入 | 長野市                      | 長野市                        | 長野市                         | 昭和41年10月16日 長野市       | 長野市                      | 長野市 |
| 富竹村           | 富竹村           | 富竹村                 | 富竹村                      | 富竹村                               | 富竹村                    | 富竹村                         | 富竹村                         | 古里村                     | 古里村                             | 古里村                    | 古里村                      | 昭和29年4月1日 長野市に編入 | 長野市                        | 長野市                         | 昭和41年10月16日 長野市       | 長野市                      | 長野市 |
| 金箱村           | 金箱村           | 金箱村                 | 金箱村                      | 金箱村                               | 金箱村                    | 金箱村                         | 金箱村                         | 古里村                     | 古里村                             | 古里村                    | 古里村                      | 昭和29年4月1日 長野市に編入 | 長野市                        | 長野市                         | 昭和41年10月16日 長野市       | 長野市                      | 長野市 |
| 上駒沢村         | 上駒沢村         | 上駒沢村               | 上駒沢村                    | 上駒沢村                             | 上駒沢村                  | 上駒沢村                       | 上駒沢村                       | 古里村                     | 古里村                             | 古里村                    | 古里村                      | 昭和29年4月1日 長野市に編入 | 長野市                        | 長野市                         | 昭和41年10月16日 長野市       | 長野市                      | 長野市 |
| 下駒沢村         | 下駒沢村         | 下駒沢村               | 下駒沢村                    | 下駒沢村                             | 下駒沢村                  | 下駒沢村                       | 下駒沢村                       | 古里村                     | 古里村                             | 古里村                    | 古里村                      | 昭和29年4月1日 長野市に編入 | 長野市                        | 長野市                         | 昭和41年10月16日 長野市       | 長野市                      | 長野市 |
| 三才村           | 三才村           | 三才村                 | 三才村                      | 三才村                               | 三才村                    | 三才村                         | 三才村                         | 古里村                     | 古里村                             | 古里村                    | 古里村                      | 昭和29年4月1日 長野市に編入 | 長野市                        | 長野市                         | 昭和41年10月16日 長野市       | 長野市                      | 長野市 |
| 里村山村         | 里村山村         | 里村山村               | 里村山村                    | 里村山村                             | 里村山村                  | 明治14年 改称 村山村           | 村山村                         | 柳原村                     | 柳原村                             | 柳原村                    | 柳原村                      | 昭和29年4月1日 長野市に編入 | 長野市                        | 長野市                         | 昭和41年10月16日 長野市       | 長野市                      | 長野市 |
| 布野村           | 布野村           | 布野村                 | 布野村                      | 布野村                               | 明治9年5月30日 柳原村     | 柳原村                         | 柳原村                         | 柳原村                     | 柳原村                             | 柳原村                    | 柳原村                      | 昭和29年4月1日 長野市に編入 | 長野市                        | 長野市                         | 昭和41年10月16日 長野市       | 長野市                      | 長野市 |
| 中俣村           | 中俣村           | 中俣村                 | 中俣村                      | 中俣村                               | 明治9年5月30日 柳原村     | 柳原村                         | 柳原村                         | 柳原村                     | 柳原村                             | 柳原村                    | 柳原村                      | 昭和29年4月1日 長野市に編入 | 長野市                        | 長野市                         | 昭和41年10月16日 長野市       | 長野市                      | 長野市 |
| 小島村           | 小島村           | 小島村                 | 小島村                      | 小島村                               | 小島村                    | 小島村                         | 小島村                         | 柳原村                     | 柳原村                             | 柳原村                    | 柳原村                      | 昭和29年4月1日 長野市に編入 | 長野市                        | 長野市                         | 昭和41年10月16日 長野市       | 長野市                      | 長野市 |
| 伺去真光寺村     | 伺去真光寺村     | 伺去真光寺村           | 伺去真光寺村                | 伺去真光寺村                         | 伺去真光寺村              | 伺去真光寺村                   | 伺去真光寺村                   | 浅川村                     | 浅川村                             | 浅川村                    | 浅川村                      | 昭和29年4月1日 長野市に編入 | 長野市                        | 長野市                         | 昭和41年10月16日 長野市       | 長野市                      | 長野市 |
| 北郷村           | 北郷村           | 北郷村                 | 北郷村                      | 北郷村                               | 北郷村                    | 北郷村                         | 北郷村                         | 浅川村                     | 浅川村                             | 浅川村                    | 浅川村                      | 昭和29年4月1日 長野市に編入 | 長野市                        | 長野市                         | 昭和41年10月16日 長野市       | 長野市                      | 長野市 |
| 東条村           | 一部             | 東条村                 | 東条村                      | 東条村                               | 東条村                    | 東条村                         | 東条村                         | 浅川村                     | 浅川村                             | 浅川村                    | 浅川村                      | 昭和29年4月1日 長野市に編入 | 長野市                        | 長野市                         | 昭和41年10月16日 長野市       | 長野市                      | 長野市 |
| 東条村           | 一部             | 東条村                 | 東条村                      | 東条村                               | 東条村                    | 東条村                         | 東条村                         | 若槻村                     | 若槻村                             | 若槻村                    | 若槻村                      | 昭和29年4月1日 長野市に編入 | 長野市                        | 長野市                         | 昭和41年10月16日 長野市       | 長野市                      | 長野市 |
| 檀田村           | 檀田村           | 檀田村                 | 檀田村                      | 檀田村                               | 檀田村                    | 檀田村                         | 檀田村                         | 若槻村                     | 若槻村                             | 若槻村                    | 若槻村                      | 昭和29年4月1日 長野市に編入 | 長野市                        | 長野市                         | 昭和41年10月16日 長野市       | 長野市                      | 長野市 |
| 上野村           | 上野村           | 上野村                 | 上野村                      | 上野村                               | 上野村                    | 上野村                         | 上野村                         | 若槻村                     | 若槻村                             | 若槻村                    | 若槻村                      | 昭和29年4月1日 長野市に編入 | 長野市                        | 長野市                         | 昭和41年10月16日 長野市       | 長野市                      | 長野市 |
| 田子村           | 田子村           | 田子村                 | 田子村                      | 田子村                               | 田子村                    | 田子村                         | 田子村                         | 若槻村                     | 若槻村                             | 若槻村                    | 若槻村                      | 昭和29年4月1日 長野市に編入 | 長野市                        | 長野市                         | 昭和41年10月16日 長野市       | 長野市                      | 長野市 |
| 吉村             | 吉村             | 吉村                   | 吉村                        | 吉村                                 | 吉村                      | 吉村                           | 吉村                           | 若槻村                     | 若槻村                             | 若槻村                    | 若槻村                      | 昭和29年4月1日 長野市に編入 | 長野市                        | 長野市                         | 昭和41年10月16日 長野市       | 長野市                      | 長野市 |
| 山田村           | 山田村           | 山田村                 | 山田村                      | 明治8年 稲田村                       | 明治9年5月30日 稲田村     | 稲田村                         | 稲田村                         | 若槻村                     | 若槻村                             | 若槻村                    | 若槻村                      | 昭和29年4月1日 長野市に編入 | 長野市                        | 長野市                         | 昭和41年10月16日 長野市       | 長野市                      | 長野市 |
| 下稲積村         | 下稲積村         | 下稲積村               | 明治6年 稲積村              | 明治8年 稲田村                       | 明治9年5月30日 稲田村     | 稲田村                         | 稲田村                         | 若槻村                     | 若槻村                             | 若槻村                    | 若槻村                      | 昭和29年4月1日 長野市に編入 | 長野市                        | 長野市                         | 昭和41年10月16日 長野市       | 長野市                      | 長野市 |
| 上稲積村         | 上稲積村         | 上稲積村               | 明治6年 稲積村              | 明治8年 稲田村                       | 明治9年5月30日 稲田村     | 稲田村                         | 稲田村                         | 若槻村                     | 若槻村                             | 若槻村                    | 若槻村                      | 昭和29年4月1日 長野市に編入 | 長野市                        | 長野市                         | 昭和41年10月16日 長野市       | 長野市                      | 長野市 |
| 西条村           | 一部             | 西条村                 | 西条村                      | 西条村                               | 明治9年5月30日 稲田村     | 稲田村                         | 稲田村                         | 若槻村                     | 若槻村                             | 若槻村                    | 若槻村                      | 昭和29年4月1日 長野市に編入 | 長野市                        | 長野市                         | 昭和41年10月16日 長野市       | 長野市                      | 長野市 |
| 西条村           | 一部             | 西条村                 | 西条村                      | 西条村                               | 西条村                    | 西条村                         | 西条村                         | 若槻村                     | 若槻村                             | 若槻村                    | 若槻村                      | 昭和29年4月1日 長野市に編入 | 長野市                        | 長野市                         | 昭和41年10月16日 長野市       | 長野市                      | 長野市 |
| 西条村           | 一部             | 西条村                 | 西条村                      | 西条村                               | 西条村                    | 西条村                         | 西条村                         | 浅川村                     | 浅川村                             | 浅川村                    | 浅川村                      | 昭和29年4月1日 長野市に編入 | 長野市                        | 長野市                         | 昭和41年10月16日 長野市       | 長野市                      | 長野市 |
| 西条村           | 一部             | 西条村                 | 西条村                      | 西条村                               | 明治9年5月30日 徳間村     | 徳間村                         | 徳間村                         | 若槻村                     | 若槻村                             | 若槻村                    | 若槻村                      | 昭和29年4月1日 長野市に編入 | 長野市                        | 長野市                         | 昭和41年10月16日 長野市       | 長野市                      | 長野市 |
| 徳間村           | 徳間村           | 徳間村                 | 徳間村                      | 徳間村                               | 明治9年5月30日 徳間村     | 徳間村                         | 徳間村                         | 若槻村                     | 若槻村                             | 若槻村                    | 若槻村                      | 昭和29年4月1日 長野市に編入 | 長野市                        | 長野市                         | 昭和41年10月16日 長野市       | 長野市                      | 長野市 |
| 北尾張部村       | 北尾張部村       | 北尾張部村             | 北尾張部村                  | 北尾張部村                           | 北尾張部村                | 北尾張部村                     | 北尾張部村                     | 朝陽村                     | 朝陽村                             | 朝陽村                    | 朝陽村                      | 昭和29年4月1日 長野市に編入 | 長野市                        | 長野市                         | 昭和41年10月16日 長野市       | 長野市                      | 長野市 |
| 南堀村           | 南堀村           | 南堀村                 | 南堀村                      | 南堀村                               | 明治9年5月30日 福田村     | 明治14年3月31日 南堀村         | 南堀村                         | 朝陽村                     | 朝陽村                             | 朝陽村                    | 朝陽村                      | 昭和29年4月1日 長野市に編入 | 長野市                        | 長野市                         | 昭和41年10月16日 長野市       | 長野市                      | 長野市 |
| 北堀村           | 北堀村           | 北堀村                 | 北堀村                      | 北堀村                               | 明治9年5月30日 福田村     | 明治14年3月31日 北堀村         | 北堀村                         | 朝陽村                     | 朝陽村                             | 朝陽村                    | 朝陽村                      | 昭和29年4月1日 長野市に編入 | 長野市                        | 長野市                         | 昭和41年10月16日 長野市       | 長野市                      | 長野市 |
| 石渡村           | 石渡村           | 石渡村                 | 石渡村                      | 石渡村                               | 明治9年5月30日 福田村     | 明治14年3月31日 石渡村         | 石渡村                         | 朝陽村                     | 朝陽村                             | 朝陽村                    | 朝陽村                      | 昭和29年4月1日 長野市に編入 | 長野市                        | 長野市                         | 昭和41年10月16日 長野市       | 長野市                      | 長野市 |
| 北長池村         | 一部             | 北長池村               | 北長池村                    | 北長池村                             | 北長池村                  | 北長池村                       | 北長池村                       | 朝陽村                     | 朝陽村                             | 朝陽村                    | 朝陽村                      | 昭和29年4月1日 長野市に編入 | 長野市                        | 長野市                         | 昭和41年10月16日 長野市       | 長野市                      | 長野市 |
| 北長池村         | 一部             | 北長池村               | 北長池村                    | 北長池村                             | 北長池村                  | 北長池村                       | 明治19年12月14日 分立 屋島村   | 朝陽村                     | 朝陽村                             | 朝陽村                    | 朝陽村                      | 昭和29年4月1日 長野市に編入 | 長野市                        | 長野市                         | 昭和41年10月16日 長野市       | 長野市                      | 長野市 |
| 上高井郡綿内村   | 一部             | 上高井郡綿内村         | 上高井郡綿内村              | 上高井郡綿内村                       | 上高井郡綿内村            | 上高井郡綿内村                 | 明治19年12月14日 分立 屋島村   | 朝陽村                     | 朝陽村                             | 朝陽村                    | 朝陽村                      | 昭和29年4月1日 長野市に編入 | 長野市                        | 長野市                         | 昭和41年10月16日 長野市       | 長野市                      | 長野市 |
| 上高井郡福島村   | 一部             | 上高井郡福島村         | 上高井郡福島村              | 上高井郡福島村                       | 上高井郡福島村            | 上高井郡福島村                 | 明治19年12月14日 分立 屋島村   | 朝陽村                     | 朝陽村                             | 朝陽村                    | 朝陽村                      | 昭和29年4月1日 長野市に編入 | 長野市                        | 長野市                         | 昭和41年10月16日 長野市       | 長野市                      | 長野市 |
| 更級郡大豆島村   | 更級郡大豆島村   | 更級郡大豆島村         | 明治6年9月 更級郡大豆島村   | 更級郡大豆島村                       | 更級郡大豆島村            | 明治12年1月4日 大豆島村        | 大豆島村                       | 大豆島村                   | 大豆島村                           | 大豆島村                  | 大豆島村                    | 昭和29年4月1日 長野市に編入 | 長野市                        | 長野市                         | 昭和41年10月16日 長野市       | 長野市                      | 長野市 |
| 更級郡松岡新田村 | 更級郡松岡新田村 | 更級郡松岡新田村       | 明治6年9月 更級郡大豆島村   | 更級郡大豆島村                       | 更級郡大豆島村            | 明治12年1月4日 大豆島村        | 大豆島村                       | 大豆島村                   | 大豆島村                           | 大豆島村                  | 大豆島村                    | 昭和29年4月1日 長野市に編入 | 長野市                        | 長野市                         | 昭和41年10月16日 長野市       | 長野市                      | 長野市 |
| 風間村           | 風間村           | 明治初年 東風間村      | 東風間村                    | 東風間村                             | 明治9年5月30日 風間村     | 風間村                         | 風間村                         | 大豆島村                   | 大豆島村                           | 大豆島村                  | 大豆島村                    | 昭和29年4月1日 長野市に編入 | 長野市                        | 長野市                         | 昭和41年10月16日 長野市       | 長野市                      | 長野市 |
| 風間村           | 風間村           | 明治初年 西風間村      | 西風間村                    | 西風間村                             | 明治9年5月30日 風間村     | 風間村                         | 風間村                         | 大豆島村                   | 大豆島村                           | 大豆島村                  | 大豆島村                    | 昭和29年4月1日 長野市に編入 | 長野市                        | 長野市                         | 昭和41年10月16日 長野市       | 長野市                      | 長野市 |
| 栗田町           | 栗田町           | 栗田町                 | 栗田町                      | 栗田町                               | 明治9年5月30日 長沼大町   | 長沼大町                       | 長沼大町                       | 長沼村                     | 長沼村                             | 長沼村                    | 長沼村                      | 昭和29年4月1日 長野市に編入 | 長野市                        | 長野市                         | 昭和41年10月16日 長野市       | 長野市                      | 長野市 |
| 上町             | 上町             | 上町                   | 上町                        | 上町                                 | 明治9年5月30日 長沼大町   | 長沼大町                       | 長沼大町                       | 長沼村                     | 長沼村                             | 長沼村                    | 長沼村                      | 昭和29年4月1日 長野市に編入 | 長野市                        | 長野市                         | 昭和41年10月16日 長野市       | 長野市                      | 長野市 |
| 六地蔵町         | 六地蔵町         | 六地蔵町               | 六地蔵町                    | 六地蔵町                             | 明治9年5月30日 長沼穂保町 | 長沼穂保町                     | 長沼穂保町                     | 長沼村                     | 長沼村                             | 長沼村                    | 長沼村                      | 昭和29年4月1日 長野市に編入 | 長野市                        | 長野市                         | 昭和41年10月16日 長野市       | 長野市                      | 長野市 |
| 内町             | 内町             | 内町                   | 内町                        | 内町                                 | 明治9年5月30日 長沼穂保町 | 長沼穂保町                     | 長沼穂保町                     | 長沼村                     | 長沼村                             | 長沼村                    | 長沼村                      | 昭和29年4月1日 長野市に編入 | 長野市                        | 長野市                         | 昭和41年10月16日 長野市       | 長野市                      | 長野市 |
| 津野村           | 津野村           | 津野村                 | 津野村                      | 津野村                               | 津野村                    | 津野村                         | 津野村                         | 長沼村                     | 長沼村                             | 長沼村                    | 長沼村                      | 昭和29年4月1日 長野市に編入 | 長野市                        | 長野市                         | 昭和41年10月16日 長野市       | 長野市                      | 長野市 |
| 赤沼村           | 赤沼村           | 赤沼村                 | 明治6年 赤沼村              | 赤沼村                               | 赤沼村                    | 赤沼村                         | 赤沼村                         | 長沼村                     | 長沼村                             | 長沼村                    | 長沼村                      | 昭和29年4月1日 長野市に編入 | 長野市                        | 長野市                         | 昭和41年10月16日 長野市       | 長野市                      | 長野市 |
| 赤沼河原新田村   | 赤沼河原新田村   | 赤沼河原新田村         | 明治6年 赤沼村              | 赤沼村                               | 赤沼村                    | 赤沼村                         | 赤沼村                         | 長沼村                     | 長沼村                             | 長沼村                    | 長沼村                      | 昭和29年4月1日 長野市に編入 | 長野市                        | 長野市                         | 昭和41年10月16日 長野市       | 長野市                      | 長野市 |
| 小市村           | 小市村           | 小市村                 | 小市村                      | 小市村                               | 明治9年5月30日 安茂里村   | 安茂里村                       | 安茂里村                       | 安茂里村                   | 安茂里村                           | 安茂里村                  | 安茂里村                    | 昭和29年4月1日 長野市に編入 | 長野市                        | 長野市                         | 昭和41年10月16日 長野市       | 長野市                      | 長野市 |
| 久保寺村         | 久保寺村         | 久保寺村               | 久保寺村                    | 久保寺村                             | 明治9年5月30日 安茂里村   | 安茂里村                       | 安茂里村                       | 安茂里村                   | 安茂里村                           | 安茂里村                  | 安茂里村                    | 昭和29年4月1日 長野市に編入 | 長野市                        | 長野市                         | 昭和41年10月16日 長野市       | 長野市                      | 長野市 |
| 小柴見村         | 小柴見村         | 小柴見村               | 小柴見村                    | 小柴見村                             | 明治9年5月30日 安茂里村   | 安茂里村                       | 明治15年10月20日 分立 小柴見村 | 安茂里村                   | 安茂里村                           | 安茂里村                  | 安茂里村                    | 昭和29年4月1日 長野市に編入 | 長野市                        | 長野市                         | 昭和41年10月16日 長野市       | 長野市                      | 長野市 |
| 平柴村           | 平柴村           | 平柴村                 | 平柴村                      | 平柴村                               | 明治9年5月30日 安茂里村   | 明治12年12月 分立 平柴村       | 平柴村                         | 安茂里村                   | 安茂里村                           | 安茂里村                  | 安茂里村                    | 昭和29年4月1日 長野市に編入 | 長野市                        | 長野市                         | 昭和41年10月16日 長野市       | 長野市                      | 長野市 |
| 山田中村         | 山田中村         | 山田中村               | 山田中村                    | 山田中村                             | 明治9年5月30日 繁木村     | 繁木村                         | 明治16年9月17日 山田中村       | 小田切村                   | 小田切村                           | 小田切村                  | 小田切村                    | 昭和29年4月1日 長野市に編入 | 長野市                        | 長野市                         | 昭和41年10月16日 長野市       | 長野市                      | 長野市 |
| 小鍋村           | 小鍋村           | 小鍋村                 | 小鍋村                      | 小鍋村                               | 明治9年5月30日 繁木村     | 繁木村                         | 明治16年9月17日 小鍋村         | 小田切村                   | 小田切村                           | 小田切村                  | 小田切村                    | 昭和29年4月1日 長野市に編入 | 長野市                        | 長野市                         | 昭和41年10月16日 長野市       | 長野市                      | 長野市 |
| 宮野尾村         | 宮野尾村         | 宮野尾村               | 宮野尾村                    | 宮野尾村                             | 明治9年5月30日 塩生村     | 塩生村                         | 塩生村                         | 小田切村                   | 小田切村                           | 小田切村                  | 小田切村                    | 昭和29年4月1日 長野市に編入 | 長野市                        | 長野市                         | 昭和41年10月16日 長野市       | 長野市                      | 長野市 |
| 吉窪村           | 吉窪村           | 吉窪村                 | 明治5年 吉窪村              | 吉窪村                               | 明治9年5月30日 塩生村     | 塩生村                         | 塩生村                         | 小田切村                   | 小田切村                           | 小田切村                  | 小田切村                    | 昭和29年4月1日 長野市に編入 | 長野市                        | 長野市                         | 昭和41年10月16日 長野市       | 長野市                      | 長野市 |
| 深沢村           | 深沢村           | 深沢村                 | 明治5年 吉窪村              | 吉窪村                               | 明治9年5月30日 塩生村     | 塩生村                         | 塩生村                         | 小田切村                   | 小田切村                           | 小田切村                  | 小田切村                    | 昭和29年4月1日 長野市に編入 | 長野市                        | 長野市                         | 昭和41年10月16日 長野市       | 長野市                      | 長野市 |
| 上ヶ屋村         | 上ヶ屋村         | 上ヶ屋村               | 上ヶ屋村                    | 上ヶ屋村                             | 上ヶ屋村                  | 上ヶ屋村                       | 上ヶ屋村                       | 芋井村                     | 芋井村                             | 芋井村                    | 芋井村                      | 昭和29年4月1日 長野市に編入 | 長野市                        | 長野市                         | 昭和41年10月16日 長野市       | 長野市                      | 長野市 |
| 広瀬村           | 広瀬村           | 広瀬村                 | 広瀬村                      | 広瀬村                               | 広瀬村                    | 広瀬村                         | 広瀬村                         | 芋井村                     | 芋井村                             | 芋井村                    | 芋井村                      | 昭和29年4月1日 長野市に編入 | 長野市                        | 長野市                         | 昭和41年10月16日 長野市       | 長野市                      | 長野市 |
| 入山村           | 入山村           | 入山村                 | 入山村                      | 入山村                               | 入山村                    | 入山村                         | 入山村                         | 芋井村                     | 芋井村                             | 芋井村                    | 芋井村                      | 昭和29年4月1日 長野市に編入 | 長野市                        | 長野市                         | 昭和41年10月16日 長野市       | 長野市                      | 長野市 |
| 新安村           | 新安村           | 新安村                 | 新安村                      | 新安村                               | 明治9年5月30日 富田村     | 富田村                         | 富田村                         | 芋井村                     | 芋井村                             | 芋井村                    | 芋井村                      | 昭和29年4月1日 長野市に編入 | 長野市                        | 長野市                         | 昭和41年10月16日 長野市       | 長野市                      | 長野市 |
| 荒安村           | 荒安村           | 荒安村                 | 荒安村                      | 荒安村                               | 明治9年5月30日 富田村     | 富田村                         | 富田村                         | 芋井村                     | 芋井村                             | 芋井村                    | 芋井村                      | 昭和29年4月1日 長野市に編入 | 長野市                        | 長野市                         | 昭和41年10月16日 長野市       | 長野市                      | 長野市 |
| 鑪村             | 鑪村             | 鑪村                   | 鑪村                        | 鑪村                                 | 明治9年5月30日 富田村     | 富田村                         | 明治15年2月24日 分立 鑪村      | 芋井村                     | 芋井村                             | 芋井村                    | 芋井村                      | 昭和29年4月1日 長野市に編入 | 長野市                        | 長野市                         | 昭和41年10月16日 長野市       | 長野市                      | 長野市 |
| 桜村             | 桜村             | 桜村                   | 桜村                        | 桜村                                 | 明治9年5月30日 富田村     | 富田村                         | 明治15年2月24日 分立 桜村      | 芋井村                     | 芋井村                             | 芋井村                    | 芋井村                      | 昭和29年4月1日 長野市に編入 | 長野市                        | 長野市                         | 昭和41年10月16日 長野市       | 長野市                      | 長野市 |
| 泉平村           | 泉平村           | 泉平村                 | 泉平村                      | 泉平村                               | 明治9年5月30日 富田村     | 富田村                         | 明治15年2月24日 分立 泉平村    | 芋井村                     | 芋井村                             | 芋井村                    | 芋井村                      | 昭和29年4月1日 長野市に編入 | 長野市                        | 長野市                         | 昭和41年10月16日 長野市       | 長野市                      | 長野市 |
| 大安寺村         | 大安寺村         | 大安寺村               | 大安寺村                    | 大安寺村                             | 明治9年5月30日 七二会村   | 七二会村                       | 七二会村                       | 七二会村                   | 七二会村                           | 七二会村                  | 七二会村                    | 七二会村                    | 七二会村                      | 七二会村                       | 昭和41年10月16日 長野市       | 長野市                      | 長野市 |
| 岩草村           | 岩草村           | 岩草村                 | 岩草村                      | 岩草村                               | 明治9年5月30日 七二会村   | 七二会村                       | 七二会村                       | 七二会村                   | 七二会村                           | 七二会村                  | 七二会村                    | 七二会村                    | 七二会村                      | 七二会村                       | 昭和41年10月16日 長野市       | 長野市                      | 長野市 |
| 倉並村           | 倉並村           | 倉並村                 | 倉並村                      | 倉並村                               | 明治9年5月30日 七二会村   | 七二会村                       | 七二会村                       | 七二会村                   | 七二会村                           | 七二会村                  | 七二会村                    | 七二会村                    | 七二会村                      | 七二会村                       | 昭和41年10月16日 長野市       | 長野市                      | 長野市 |
| 橋詰村           | 橋詰村           | 橋詰村                 | 橋詰村                      | 橋詰村                               | 明治9年5月30日 七二会村   | 七二会村                       | 七二会村                       | 七二会村                   | 七二会村                           | 七二会村                  | 七二会村                    | 七二会村                    | 七二会村                      | 七二会村                       | 昭和41年10月16日 長野市       | 長野市                      | 長野市 |
| 笹平村           | 笹平村           | 笹平村                 | 笹平村                      | 笹平村                               | 明治9年5月30日 七二会村   | 七二会村                       | 七二会村                       | 七二会村                   | 七二会村                           | 七二会村                  | 七二会村                    | 七二会村                    | 七二会村                      | 七二会村                       | 昭和41年10月16日 長野市       | 長野市                      | 長野市 |
| 古間村           | 古間村           | 古間村                 | 古間村                      | 古間村                               | 明治9年5月30日 七二会村   | 七二会村                       | 七二会村                       | 七二会村                   | 七二会村                           | 七二会村                  | 七二会村                    | 七二会村                    | 七二会村                      | 七二会村                       | 昭和41年10月16日 長野市       | 長野市                      | 長野市 |
| 坪根村           | 坪根村           | 坪根村                 | 坪根村                      | 坪根村                               | 明治9年5月30日 七二会村   | 七二会村                       | 七二会村                       | 七二会村                   | 七二会村                           | 七二会村                  | 七二会村                    | 七二会村                    | 七二会村                      | 七二会村                       | 昭和41年10月16日 長野市       | 長野市                      | 長野市 |
| 五十平村         | 五十平村         | 五十平村               | 五十平村                    | 五十平村                             | 明治9年5月30日 七二会村   | 七二会村                       | 七二会村                       | 七二会村                   | 七二会村                           | 七二会村                  | 七二会村                    | 七二会村                    | 七二会村                      | 七二会村                       | 昭和41年10月16日 長野市       | 長野市                      | 長野市 |
| 瀬脇村           | 瀬脇村           | 瀬脇村                 | 瀬脇村                      | 瀬脇村                               | 明治9年5月30日 七二会村   | 七二会村                       | 七二会村                       | 七二会村                   | 七二会村                           | 七二会村                  | 七二会村                    | 七二会村                    | 七二会村                      | 七二会村                       | 昭和41年10月16日 長野市       | 長野市                      | 長野市 |
| 新町村           | 新町村           | 新町村                 | 明治6年4月 新町村           | 新町村                               | 明治9年5月30日 信岡村     | 明治14年5月12日 新町村         | 新町村                         | 水内村                     | 水内村                             | 水内村                    | 水内村                      | 昭和29年4月1日 久米路村     | 昭和29年10月1日 町制改称 新町 | 昭和30年3月31日 信州新町       | 信州新町                      | 平成22年1月1日 長野市に編入 | 長野市 |
| 里穂刈村         | 里穂刈村         | 里穂刈村               | 明治6年4月 新町村           | 新町村                               | 明治9年5月30日 信岡村     | 明治14年5月12日 新町村         | 明治15年6月20日 分立 里穂刈村  | 水内村                     | 水内村                             | 水内村                    | 水内村                      | 昭和29年4月1日 久米路村     | 昭和29年10月1日 町制改称 新町 | 昭和30年3月31日 信州新町       | 信州新町                      | 平成22年1月1日 長野市に編入 | 長野市 |
| 上条村           | 上条村           | 上条村                 | 上条村                      | 上条村                               | 明治9年5月30日 信岡村     | 明治14年5月12日 上条村         | 上条村                         | 水内村                     | 水内村                             | 水内村                    | 水内村                      | 昭和29年4月1日 久米路村     | 昭和29年10月1日 町制改称 新町 | 昭和30年3月31日 信州新町       | 信州新町                      | 平成22年1月1日 長野市に編入 | 長野市 |
| 水内村           | 水内村           | 水内村                 | 水内村                      | 水内村                               | 水内村                    | 水内村                         | 水内村                         | 水内村                     | 水内村                             | 水内村                    | 水内村                      | 昭和29年4月1日 久米路村     | 昭和29年10月1日 町制改称 新町 | 昭和30年3月31日 信州新町       | 信州新町                      | 平成22年1月1日 長野市に編入 | 長野市 |
| 山上条村         | 山上条村         | 山上条村               | 山上条村                    | 山上条村                             | 山上条村                  | 山上条村                       | 山上条村                       | 津和村                     | 津和村                             | 津和村                    | 津和村                      | 昭和29年4月1日 久米路村     | 昭和29年10月1日 町制改称 新町 | 昭和30年3月31日 信州新町       | 信州新町                      | 平成22年1月1日 長野市に編入 | 長野市 |
| 越道村           | 越道村           | 越道村                 | 越道村                      | 越道村                               | 越道村                    | 越道村                         | 越道村                         | 津和村                     | 津和村                             | 津和村                    | 津和村                      | 昭和29年4月1日 久米路村     | 昭和29年10月1日 町制改称 新町 | 昭和30年3月31日 信州新町       | 信州新町                      | 平成22年1月1日 長野市に編入 | 長野市 |
| 山穂刈村         | 山穂刈村         | 山穂刈村               | 山穂刈村                    | 山穂刈村                             | 山穂刈村                  | 山穂刈村                       | 山穂刈村                       | 津和村                     | 津和村                             | 津和村                    | 津和村                      | 昭和29年4月1日 久米路村     | 昭和29年10月1日 町制改称 新町 | 昭和30年3月31日 信州新町       | 信州新町                      | 平成22年1月1日 長野市に編入 | 長野市 |
| 更級郡鹿谷村     | 更級郡鹿谷村     | 更級郡鹿谷村           | 明治6年 更級郡本鹿谷村      | 更級郡本鹿谷村                       | 明治9年6月 更級郡信級村   | 更級郡信級村                   | 更級郡信級村                   | 更級郡 信級村              | 更級郡信級村                       | 更級郡信級村              | 更級郡信級村                | 更級郡信級村                | 更級郡信級村                  | 昭和30年3月31日 信州新町       | 信州新町                      | 平成22年1月1日 長野市に編入 | 長野市 |
| 更級郡鹿谷村     | 更級郡鹿谷村     | 更級郡鹿谷村           | 明治6年 更級郡外鹿谷村      | 更級郡外鹿谷村                       | 明治9年6月 更級郡信級村   | 更級郡信級村                   | 更級郡信級村                   | 更級郡 信級村              | 更級郡信級村                       | 更級郡信級村              | 更級郡信級村                | 更級郡信級村                | 更級郡信級村                  | 昭和30年3月31日 信州新町       | 信州新町                      | 平成22年1月1日 長野市に編入 | 長野市 |
| 更級郡大原村     | 更級郡大原村     | 更級郡大原村           | 明治7年 更級郡孟津村        | 更級郡孟津村                         | 更級郡孟津村              | 明治13年 更級郡大原村          | 更級郡大原村                   | 更級郡 信級村              | 明治25年10月14日 分立 更級郡日原村 | 更級郡日原村              | 更級郡日原村                | 更級郡日原村                | 更級郡日原村                  | 昭和30年3月31日 信州新町       | 信州新町                      | 平成22年1月1日 長野市に編入 | 長野市 |
| 更級郡日名村     | 更級郡日名村     | 更級郡日名村           | 明治7年 更級郡孟津村        | 更級郡孟津村                         | 更級郡孟津村              | 明治13年 更級郡日名村          | 更級郡日名村                   | 更級郡 信級村              | 明治25年10月14日 分立 更級郡日原村 | 更級郡日原村              | 更級郡日原村                | 更級郡日原村                | 更級郡日原村                  | 昭和30年3月31日 信州新町       | 信州新町                      | 平成22年1月1日 長野市に編入 | 長野市 |
| 更級郡牧田中村   | 更級郡牧田中村   | 更級郡牧田中村         | 更級郡牧田中村              | 更級郡牧田中村                       | 更級郡牧田中村            | 更級郡牧田中村                 | 更級郡牧田中村                 | 更級郡 牧郷村              | 更級郡牧郷村                       | 更級郡牧郷村              | 更級郡牧郷村                | 更級郡牧郷村                | 更級郡牧郷村                  | 昭和31年9月30日 信州新町に編入 | 信州新町                      | 平成22年1月1日 長野市に編入 | 長野市 |
| 更級郡牧野島村   | 更級郡牧野島村   | 更級郡牧野島村         | 更級郡牧野島村              | 更級郡牧野島村                       | 更級郡牧野島村            | 更級郡牧野島村                 | 更級郡牧野島村                 | 更級郡 牧郷村              | 更級郡牧郷村                       | 更級郡牧郷村              | 更級郡牧郷村                | 更級郡牧郷村                | 更級郡牧郷村                  | 昭和31年9月30日 信州新町に編入 | 信州新町                      | 平成22年1月1日 長野市に編入 | 長野市 |
| 更級郡下市場村   | 更級郡下市場村   | 更級郡下市場村         | 更級郡下市場村              | 更級郡下市場村                       | 更級郡下市場村            | 更級郡下市場村                 | 更級郡下市場村                 | 更級郡 牧郷村              | 更級郡牧郷村                       | 更級郡牧郷村              | 更級郡牧郷村                | 更級郡牧郷村                | 更級郡牧郷村                  | 昭和31年9月30日 信州新町に編入 | 信州新町                      | 平成22年1月1日 長野市に編入 | 長野市 |
| 更級郡竹房村     | 更級郡竹房村     | 更級郡竹房村           | 更級郡竹房村                | 更級郡竹房村                         | 更級郡竹房村              | 更級郡竹房村                   | 更級郡竹房村                   | 更級郡 牧郷村              | 更級郡牧郷村                       | 更級郡牧郷村              | 更級郡牧郷村                | 更級郡牧郷村                | 更級郡牧郷村                  | 昭和31年9月30日 信州新町に編入 | 信州新町                      | 平成22年1月1日 長野市に編入 | 長野市 |
| 更級郡和田村     | 更級郡和田村     | 更級郡和田村           | 更級郡和田村                | 明治8年 更級郡弘崎村                 | 更級郡弘崎村              | 更級郡弘崎村                   | 更級郡弘崎村                   | 更級郡 牧郷村              | 更級郡牧郷村                       | 更級郡牧郷村              | 更級郡牧郷村                | 更級郡牧郷村                | 更級郡牧郷村                  | 昭和31年9月30日 信州新町に編入 | 信州新町                      | 平成22年1月1日 長野市に編入 | 長野市 |
| 更級郡吐唄村     | 更級郡吐唄村     | 更級郡吐唄村           | 更級郡吐唄村                | 明治8年 更級郡弘崎村                 | 更級郡弘崎村              | 更級郡弘崎村                   | 更級郡弘崎村                   | 更級郡 牧郷村              | 更級郡牧郷村                       | 更級郡牧郷村              | 更級郡牧郷村                | 更級郡牧郷村                | 更級郡牧郷村                  | 昭和31年9月30日 信州新町に編入 | 信州新町                      | 平成22年1月1日 長野市に編入 | 長野市 |
| 更級郡南牧村     | 一部             | 更級郡南牧村           | 更級郡南牧村                | 明治8年 更級郡弘崎村                 | 更級郡弘崎村              | 更級郡弘崎村                   | 更級郡弘崎村                   | 更級郡 牧郷村              | 更級郡牧郷村                       | 更級郡牧郷村              | 更級郡牧郷村                | 更級郡牧郷村                | 更級郡牧郷村                  | 昭和31年9月30日 信州新町に編入 | 信州新町                      | 平成22年1月1日 長野市に編入 | 長野市 |
| 更級郡中牧村     | 一部             | 更級郡中牧村           | 更級郡中牧村                | 明治8年 更級郡中牧村                 | 更級郡中牧村              | 更級郡中牧村                   | 更級郡中牧村                   | 更級郡 牧郷村              | 更級郡牧郷村                       | 更級郡牧郷村              | 更級郡牧郷村                | 更級郡牧郷村                | 更級郡牧郷村                  | 昭和31年9月30日 信州新町に編入 | 信州新町                      | 平成22年1月1日 長野市に編入 | 長野市 |
| 更級郡小聖新田   | 一部             | 更級郡小聖新田         | 更級郡小聖新田              | 明治8年 更級郡中牧村                 | 更級郡中牧村              | 更級郡中牧村                   | 更級郡中牧村                   | 更級郡 牧郷村              | 更級郡牧郷村                       | 更級郡牧郷村              | 更級郡牧郷村                | 更級郡牧郷村                | 更級郡牧郷村                  | 昭和31年9月30日 信州新町に編入 | 信州新町                      | 平成22年1月1日 長野市に編入 | 長野市 |
| 北安曇郡左右村   | 北安曇郡左右村   | 北安曇郡左右村         | 北安曇郡左右村              | 明治8年2月18日 北安曇郡八坂村 の一部 | 北安曇郡八坂村 の一部     | 北安曇郡八坂村 の一部          | 北安曇郡八坂村 の一部          | 北安曇郡 八坂村 の一部     | 北安曇郡八坂村 の一部              | 北安曇郡八坂村の一部      | 北安曇郡八坂村の一部        | 北安曇郡八坂村の一部        | 北安曇郡八坂村の一部          | 北安曇郡八坂村 の一部          | 昭和34年4月1日 信州新町に編入 | 平成22年1月1日 長野市に編入 | 長野市 |
| 中条村           | 中条村           | 中条村                 | 明治6年3月15日 中条村       | 中条村                               | 中条村                    | 中条村                         | 中条村                         | 栄村                       | 栄村                               | 栄村                      | 栄村                        | 栄村                        | 栄村                          | 昭和30年2月1日 中条村          | 昭和30年2月1日 中条村         | 平成22年1月1日 長野市に編入 | 長野市 |
| 専納村           | 専納村           | 専納村                 | 明治6年3月15日 中条村       | 中条村                               | 中条村                    | 中条村                         | 中条村                         | 栄村                       | 栄村                               | 栄村                      | 栄村                        | 栄村                        | 栄村                          | 昭和30年2月1日 中条村          | 昭和30年2月1日 中条村         | 平成22年1月1日 長野市に編入 | 長野市 |
| 長井村           | 長井村           | 長井村                 | 長井村                      | 長井村                               | 明治9年5月30日 日高村     | 日高村                         | 日高村                         | 栄村                       | 栄村                               | 栄村                      | 栄村                        | 栄村                        | 栄村                          | 昭和30年2月1日 中条村          | 昭和30年2月1日 中条村         | 平成22年1月1日 長野市に編入 | 長野市 |
| 五十里村         | 五十里村         | 五十里村               | 五十里村                    | 五十里村                             | 明治9年5月30日 日高村     | 日高村                         | 日高村                         | 栄村                       | 栄村                               | 栄村                      | 栄村                        | 栄村                        | 栄村                          | 昭和30年2月1日 中条村          | 昭和30年2月1日 中条村         | 平成22年1月1日 長野市に編入 | 長野市 |
| 奈良井村         | 奈良井村         | 奈良井村               | 奈良井村                    | 奈良井村                             | 明治9年5月30日 住良木村   | 住良木村                       | 住良木村                       | 栄村                       | 栄村                               | 栄村                      | 栄村                        | 栄村                        | 栄村                          | 昭和30年2月1日 中条村          | 昭和30年2月1日 中条村         | 平成22年1月1日 長野市に編入 | 長野市 |
| 青木村           | 青木村           | 青木村                 | 青木村                      | 青木村                               | 明治9年5月30日 住良木村   | 住良木村                       | 住良木村                       | 栄村                       | 栄村                               | 栄村                      | 栄村                        | 栄村                        | 栄村                          | 昭和30年2月1日 中条村          | 昭和30年2月1日 中条村         | 平成22年1月1日 長野市に編入 | 長野市 |
| 地京原村         | 地京原村         | 地京原村               | 地京原村                    | 地京原村                             | 明治9年5月30日 御山里村   | 御山里村                       | 御山里村                       | 日里村                     | 日里村                             | 日里村                    | 日里村                      | 日里村                      | 日里村                        | 昭和30年2月1日 中条村          | 昭和30年2月1日 中条村         | 平成22年1月1日 長野市に編入 | 長野市 |
| 伊折村           | 伊折村           | 伊折村                 | 伊折村                      | 伊折村                               | 明治9年5月30日 御山里村   | 御山里村                       | 御山里村                       | 日里村                     | 日里村                             | 日里村                    | 日里村                      | 日里村                      | 日里村                        | 昭和30年2月1日 中条村          | 昭和30年2月1日 中条村         | 平成22年1月1日 長野市に編入 | 長野市 |
| 念仏寺村         | 念仏寺村         | 念仏寺村               | 念仏寺村                    | 念仏寺村                             | 明治9年5月30日 日下野村   | 日下野村                       | 日下野村                       | 日里村                     | 日里村                             | 日里村                    | 日里村                      | 日里村                      | 日里村                        | 昭和30年2月1日 中条村          | 昭和30年2月1日 中条村         | 平成22年1月1日 長野市に編入 | 長野市 |
| 梅木村           | 一部を除く       | 梅木村                 | 梅木村                      | 梅木村                               | 明治9年5月30日 日下野村   | 日下野村                       | 日下野村                       | 日里村                     | 日里村                             | 日里村                    | 日里村                      | 日里村                      | 日里村                        | 昭和30年2月1日 中条村          | 昭和30年2月1日 中条村         | 平成22年1月1日 長野市に編入 | 長野市 |
| 梅木村           | 一部             | 梅木村                 | 梅木村                      | 梅木村                               | 明治9年5月30日 日下野村   | 日下野村                       | 日下野村                       | 日里村                     | 日里村                             | 日里村                    | 日里村                      | 日里村                      | 日里村                        | 昭和30年2月1日 鬼無里村に編入  | 鬼無里村                      | 平成17年1月1日 長野市に編入 | 長野市 |
| 鬼無里村         | 鬼無里村         | 鬼無里村               | 鬼無里村                    | 鬼無里村                             | 鬼無里村                  | 鬼無里村                       | 鬼無里村                       | 鬼無里村                   | 鬼無里村                           | 鬼無里村                  | 鬼無里村                    | 鬼無里村                    | 鬼無里村                      | 鬼無里村                       | 鬼無里村                      | 平成17年1月1日 長野市に編入 | 長野市 |
| 日影村           | 日影村           | 日影村                 | 日影村                      | 明治8年2月 日影村                    | 日影村                    | 日影村                         | 日影村                         | 鬼無里村                   | 鬼無里村                           | 鬼無里村                  | 鬼無里村                    | 鬼無里村                    | 鬼無里村                      | 鬼無里村                       | 鬼無里村                      | 平成17年1月1日 長野市に編入 | 長野市 |
| 瀬戸川村         | 一部             | 瀬戸川村               | 明治5年1月 瀬戸川村         | 明治8年2月 日影村                    | 日影村                    | 日影村                         | 日影村                         | 鬼無里村                   | 鬼無里村                           | 鬼無里村                  | 鬼無里村                    | 鬼無里村                    | 鬼無里村                      | 鬼無里村                       | 鬼無里村                      | 平成17年1月1日 長野市に編入 | 長野市 |
| 瀬戸川村         | 一部を除く       | 瀬戸川村               | 明治5年1月 瀬戸川村         | 瀬戸川村                             | 瀬戸川村                  | 瀬戸川村                       | 瀬戸川村                       | 北小川村                   | 北小川村                           | 北小川村                  | 北小川村                    | 北小川村                    | 北小川村                      | 昭和30年4月1日 小川村          | 昭和30年4月1日 小川村         | 小川村                      | 小川村 |
| 古山村           | 古山村           | 古山村                 | 明治5年1月 瀬戸川村         | 瀬戸川村                             | 瀬戸川村                  | 瀬戸川村                       | 瀬戸川村                       | 北小川村                   | 北小川村                           | 北小川村                  | 北小川村                    | 北小川村                    | 北小川村                      | 昭和30年4月1日 小川村          | 昭和30年4月1日 小川村         | 小川村                      | 小川村 |
| 椿峰村           | 椿峰村           | 椿峰村                 | 椿峰村                      | 椿峰村                               | 明治9年5月30日 稲丘村     | 稲丘村                         | 稲丘村                         | 北小川村                   | 北小川村                           | 北小川村                  | 北小川村                    | 北小川村                    | 北小川村                      | 昭和30年4月1日 小川村          | 昭和30年4月1日 小川村         | 小川村                      | 小川村 |
| 和佐尾村         | 和佐尾村         | 和佐尾村               | 和佐尾村                    | 和佐尾村                             | 明治9年5月30日 稲丘村     | 稲丘村                         | 稲丘村                         | 北小川村                   | 北小川村                           | 北小川村                  | 北小川村                    | 北小川村                    | 北小川村                      | 昭和30年4月1日 小川村          | 昭和30年4月1日 小川村         | 小川村                      | 小川村 |
| 竹生村           | 竹生村           | 竹生村                 | 竹生村                      | 竹生村                               | 明治9年5月30日 高府村     | 高府村                         | 高府村                         | 南小川村                   | 南小川村                           | 南小川村                  | 南小川村                    | 南小川村                    | 南小川村                      | 昭和30年4月1日 小川村          | 昭和30年4月1日 小川村         | 小川村                      | 小川村 |
| 久木村           | 久木村           | 久木村                 | 久木村                      | 久木村                               | 明治9年5月30日 高府村     | 高府村                         | 高府村                         | 南小川村                   | 南小川村                           | 南小川村                  | 南小川村                    | 南小川村                    | 南小川村                      | 昭和30年4月1日 小川村          | 昭和30年4月1日 小川村         | 小川村                      | 小川村 |
| 小根山村         | 小根山村         | 小根山村               | 小根山村                    | 小根山村                             | 明治9年5月30日 小根山村   | 小根山村                       | 小根山村                       | 南小川村                   | 南小川村                           | 南小川村                  | 南小川村                    | 南小川村                    | 南小川村                      | 昭和30年4月1日 小川村          | 昭和30年4月1日 小川村         | 小川村                      | 小川村 |
| 立屋村           | 立屋村           | 立屋村                 | 立屋村                      | 立屋村                               | 明治9年5月30日 小根山村   | 小根山村                       | 小根山村                       | 南小川村                   | 南小川村                           | 南小川村                  | 南小川村                    | 南小川村                    | 南小川村                      | 昭和30年4月1日 小川村          | 昭和30年4月1日 小川村         | 小川村                      | 小川村 |

## 行政
歴代郡長
| 代 | 氏名     | 就任年月日               | 退任年月日                | 備考                   |
| -- | -------- | ------------------------ | ------------------------- | ---------------------- |
| 1  | 奥村忠充 | 明治12年（1879年）1月4日 |                           |                        |
| 2  | 師岡政挙 | 明治14年（1881年）1月    |                           |                        |
| 3  | 船越重舒 | 明治15年（1882年）6月    |                           |                        |
| 4  | 中島精一 | 明治16年（1883年）11月   |                           |                        |
| 5  | 森田斐雄 | 明治19年（1886年）8月    |                           |                        |
| 6  | 青山勝謙 | 明治32年（1899年）5月    |                           |                        |
| 7  | 紀浦次郎 | 明治37年（1904年）12月   |                           |                        |
| 8  | 水上浩基 | 明治41年（1908年）4月    |                           |                        |
| 9  | 河村備衛 | 明治44年（1911年）9月    |                           |                        |
| 10 | 早川繁夫 | 大正3年（1914年）9月     |                           |                        |
| 11 | 斉藤助昇 | 大正11年（1922年）3月    |                           |                        |
| 12 | 田口泰蔵 | 大正13年（1924年）9月    | 大正15年（1926年）6月30日 | 郡役所廃止により、廃官 |